# 遣唐使

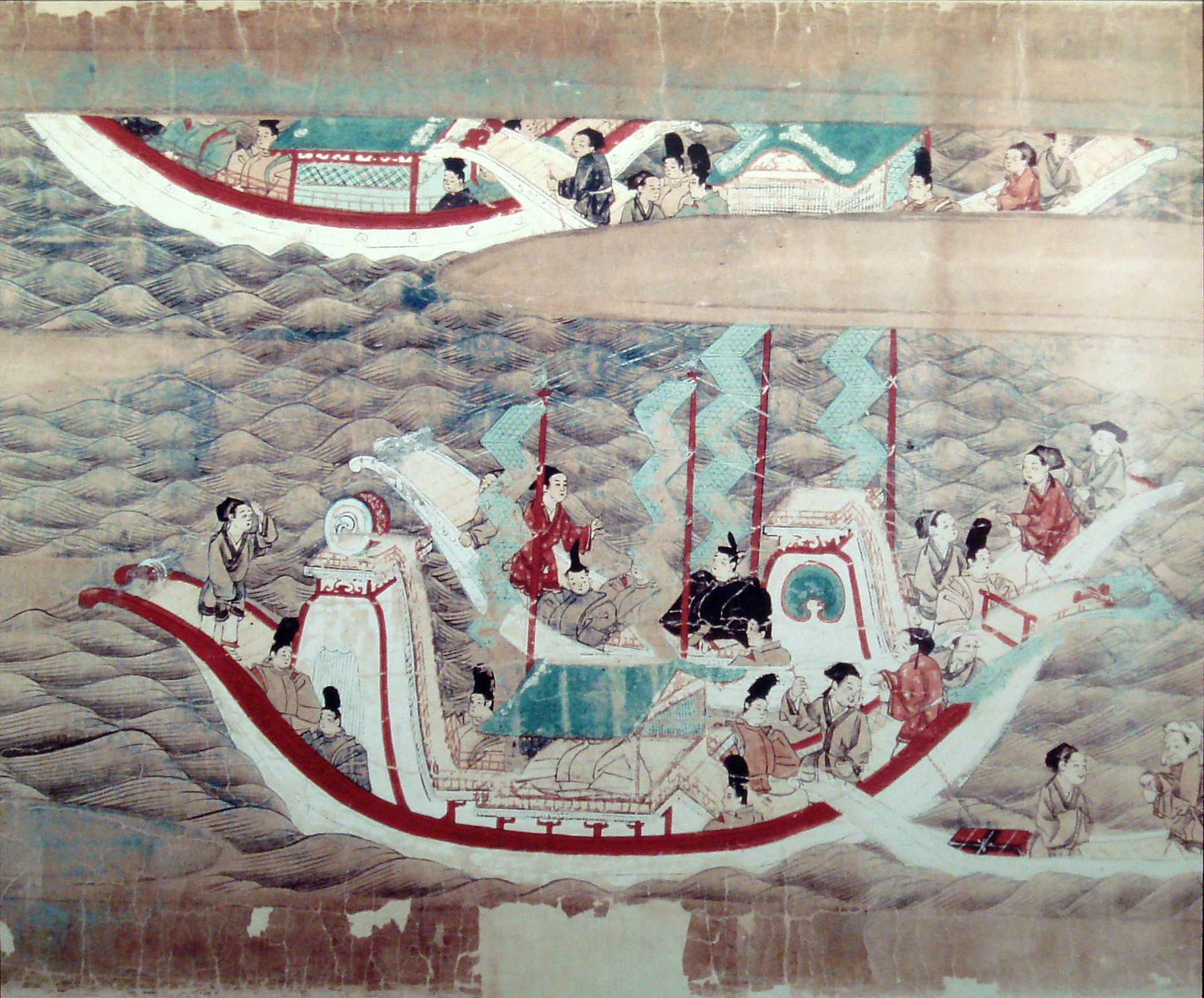
遣唐使船

遣唐使（けんとうし）とは、日本が唐に派遣した使節である。日本側の史料では唐の皇帝と同等に交易・外交をしていたと記して対等な姿勢をとろうとしたが、唐の認識として朝貢国として扱い『旧唐書』や『新唐書』の記述では、「倭国が唐に派遣した朝貢使」とされる。中国大陸では618年に隋が滅び唐が建ったので、それまで派遣していた遣隋使に替えてこの名称となった。
舒明天皇2年（630年）に始まり、以降十数回にわたって200年以上の間、遣唐使を派遣した。最終は承和5年（838年）。さらにその後、寛平6年（894年）に56年ぶりに使節派遣の再開が計画されたが、菅原道真が遣唐使派遣の再検討を求める「請令諸公卿議定遣唐使進止状」を提出して中止になり、そのまま遣唐使は再開されないまま、907年に唐が滅ぶと、そのまま消滅する形となった。
遣唐使船には、多くの留学生が同行し往来して、政治家・官僚・仏僧・芸術工芸など多くのジャンルに人材を供給した。山上憶良（歌人）、吉備真備（右大臣）、最澄（天台宗開祖）、空海（真言宗開祖）などが名高い。

## 目的
唐の先進的な技術や政治制度や文化、ならびに仏典等の収集が目的とされた。白村江の戦いで日本が大敗した後は、3回にわたり交渉が任務となった。遣唐使は日本からは原材料の朝貢品を献上し、唐皇帝から質量の高い返礼品の工芸品や絹織物などが回賜として下賜されるうまみのある公貿易で、物品は正倉院にも残る。それだけでは需要に不足し、私貿易は許可が必要で市場出入りも制限されていたが、遣唐使一行は調達の努力をしていた。旧唐書倭国伝には、日本の吉備真備と推察される留学生が、唐朝から受けた留学手当は全て書物に費やし、帰国していったと言う話が残されている。

遣唐使は、舒明天皇2年（630年）の犬上御田鍬の派遣によって始まった。本来、朝貢は唐の皇帝に対して年1回で行うのが原則であるが、以下の『唐書』の記述が示すように、遠国である日本の朝貢は毎年でなくてよいとする措置がとられた。この歳貢を免ずる措置は、倭国に唐への歳貢義務があることが前提で、唐国は倭国を冊封する国家関係を当然のものと考えていた、と指摘している。

仏教のシルクロード伝播

- 貞観5年、使いを遣わして方物を献ず。太宗、その道の遠きを矜（あわれ）み、所司に勅して、歳貢せしむることなからしむ。（『旧唐書』倭国日本伝）
- 太宗の貞観5年、使いを遣わして入貢す。帝、その遠きを矜（あわれ）み、有司に詔して、歳貢にかかわることなからしむ。（『新唐書』日本伝）

なお、日本は以前の遣隋使において、「天子の国書」を送って煬帝を怒らせている。遣唐使の頃には自らを天皇とし、唐の皇帝を天子と呼んでいる（『日本書紀』）が、唐の側の記録においては初回の送使高表仁を除き、唐を対等の国家として扱ったらしい記述は存在せず、天皇号は『新唐書』日本伝に「神武が天皇を号とした」と記され、日本の王が国内で用いる称号という認識である。天平7年（735年）に唐の玄宗が帰国する遣唐副使中臣名代に託したとされる天皇宛の勅書（執筆者は張九齢とされる）の宛名は「日本国王主明楽美御徳」となっていることから、日本が唐の皇帝に充てた国書では「国王」を称していたとする説がある。その後、天平勝宝5年（753年）の朝賀において、日本の遣唐使副使の大伴古麻呂が新羅の使者と席次を争い、日本が新羅より上の席次という事を唐に認めさせるという事件が起こる。しかし、かつての奴国王や邪馬台国の女王卑弥呼、倭の五王が中国大陸王朝の臣下としての冊封を受けていたのに対し、遣唐使の時代には日本の天皇は唐王朝から冊封を受けていない。
その後、唐僧・維躅（ゆいけん）の書に見える「二十年一来」（20年に1度）の朝貢が8世紀ごろまでに規定化され、およそ十数年から二十数年の間隔で遣唐使の派遣が行われた。
遣唐使は200年以上にわたり、当時の先進国であった唐の文化や制度、そして仏教の日本への伝播に大いに貢献した。

## 回数
回数については中止、送唐客使などの数え方により諸説ある。
- 12回説：藤家禮之助
- 20回説：東野治之、王勇

他に14回、15回、16回、18回説がある。
| 次数 | 出発 | 帰国 | 使節 | その他の派遣者 | 船数 |
| ---- | --- | --- | --- | --- | --- |
| 1    | 舒明2年 （630年） | 舒明4年 （632年） | 犬上御田鍬（大使） | 薬師恵日（副使） | 不明 |
| 経緯 | 犬上御田鍬は614年に遣隋使として渡航経験がある。朝鮮半島経由の北路を通ったとされる。一行は631年に皇帝太宗と謁見した。『旧唐書』に拠れば太宗はその道中の遠いことに同情し、以降の毎年の入貢を止めさせた。帰国の際、唐の送使高表仁が同行来日し、僧旻・勝鳥養・霊雲らも同行帰国した。新羅の送使も帰国に同行しているため、朝鮮半島経由コースであったと推測される。8月に対馬に帰着。高表仁らは10月4日に難波津に着き、翌年1月26日に帰国した。高表仁は滞在中に格式などと推定される揉め事により、親書を読まずに帰国し、帰国後に咎められている。『日本書紀』でも唐使を難波の館に迎えて神酒を賜った後、入京の記事がなくいきなり帰国の記事があり、トラブルの存在が窺われる。 | 犬上御田鍬は614年に遣隋使として渡航経験がある。朝鮮半島経由の北路を通ったとされる。一行は631年に皇帝太宗と謁見した。『旧唐書』に拠れば太宗はその道中の遠いことに同情し、以降の毎年の入貢を止めさせた。帰国の際、唐の送使高表仁が同行来日し、僧旻・勝鳥養・霊雲らも同行帰国した。新羅の送使も帰国に同行しているため、朝鮮半島経由コースであったと推測される。8月に対馬に帰着。高表仁らは10月4日に難波津に着き、翌年1月26日に帰国した。高表仁は滞在中に格式などと推定される揉め事により、親書を読まずに帰国し、帰国後に咎められている。『日本書紀』でも唐使を難波の館に迎えて神酒を賜った後、入京の記事がなくいきなり帰国の記事があり、トラブルの存在が窺われる。 | 犬上御田鍬は614年に遣隋使として渡航経験がある。朝鮮半島経由の北路を通ったとされる。一行は631年に皇帝太宗と謁見した。『旧唐書』に拠れば太宗はその道中の遠いことに同情し、以降の毎年の入貢を止めさせた。帰国の際、唐の送使高表仁が同行来日し、僧旻・勝鳥養・霊雲らも同行帰国した。新羅の送使も帰国に同行しているため、朝鮮半島経由コースであったと推測される。8月に対馬に帰着。高表仁らは10月4日に難波津に着き、翌年1月26日に帰国した。高表仁は滞在中に格式などと推定される揉め事により、親書を読まずに帰国し、帰国後に咎められている。『日本書紀』でも唐使を難波の館に迎えて神酒を賜った後、入京の記事がなくいきなり帰国の記事があり、トラブルの存在が窺われる。 | 犬上御田鍬は614年に遣隋使として渡航経験がある。朝鮮半島経由の北路を通ったとされる。一行は631年に皇帝太宗と謁見した。『旧唐書』に拠れば太宗はその道中の遠いことに同情し、以降の毎年の入貢を止めさせた。帰国の際、唐の送使高表仁が同行来日し、僧旻・勝鳥養・霊雲らも同行帰国した。新羅の送使も帰国に同行しているため、朝鮮半島経由コースであったと推測される。8月に対馬に帰着。高表仁らは10月4日に難波津に着き、翌年1月26日に帰国した。高表仁は滞在中に格式などと推定される揉め事により、親書を読まずに帰国し、帰国後に咎められている。『日本書紀』でも唐使を難波の館に迎えて神酒を賜った後、入京の記事がなくいきなり帰国の記事があり、トラブルの存在が窺われる。 | 犬上御田鍬は614年に遣隋使として渡航経験がある。朝鮮半島経由の北路を通ったとされる。一行は631年に皇帝太宗と謁見した。『旧唐書』に拠れば太宗はその道中の遠いことに同情し、以降の毎年の入貢を止めさせた。帰国の際、唐の送使高表仁が同行来日し、僧旻・勝鳥養・霊雲らも同行帰国した。新羅の送使も帰国に同行しているため、朝鮮半島経由コースであったと推測される。8月に対馬に帰着。高表仁らは10月4日に難波津に着き、翌年1月26日に帰国した。高表仁は滞在中に格式などと推定される揉め事により、親書を読まずに帰国し、帰国後に咎められている。『日本書紀』でも唐使を難波の館に迎えて神酒を賜った後、入京の記事がなくいきなり帰国の記事があり、トラブルの存在が窺われる。 |
| 2    | 白雉4年 （653年） | 白雉5年 （654年） | 第1船・吉士長丹（大使）・吉士駒（副使）/第2船・高田根麻呂（大使）・掃守小麻呂（副使） | 道昭・定恵・道観（のちの粟田真人）・安達（中臣大嶋の兄）・道福・義向・道光（以上留学僧）・坂合部磐積（石積）（学生）・巨勢薬（学生）・氷老人（学生）・韓智興？・趙元宝？ | 2 |
| 経緯 | 第1船は121人、第2船は120人。出航より一月半後の7月、第2船は往途の薩摩沖で遭難した。よって往路は南島コースであったと考えられる。高田根麻呂ら100余名が死亡または行方不明。生き残った5人は破材一枚に捕まり6日間の漂流の後に甑島列島の上甑島に漂着し、島で竹を伐採して筏を作り帰還した。生還した門部金が褒賞を受けた。第1船は唐に到着し皇帝に拝謁。654年7月に新羅・百済の送使と共に帰還したため、復路は朝鮮半島経由コースだったと考えられる。このときは「西海使」（にしのみちのつかい）と『日本書紀』巻第二十五に記されている。 | 第1船は121人、第2船は120人。出航より一月半後の7月、第2船は往途の薩摩沖で遭難した。よって往路は南島コースであったと考えられる。高田根麻呂ら100余名が死亡または行方不明。生き残った5人は破材一枚に捕まり6日間の漂流の後に甑島列島の上甑島に漂着し、島で竹を伐採して筏を作り帰還した。生還した門部金が褒賞を受けた。第1船は唐に到着し皇帝に拝謁。654年7月に新羅・百済の送使と共に帰還したため、復路は朝鮮半島経由コースだったと考えられる。このときは「西海使」（にしのみちのつかい）と『日本書紀』巻第二十五に記されている。 | 第1船は121人、第2船は120人。出航より一月半後の7月、第2船は往途の薩摩沖で遭難した。よって往路は南島コースであったと考えられる。高田根麻呂ら100余名が死亡または行方不明。生き残った5人は破材一枚に捕まり6日間の漂流の後に甑島列島の上甑島に漂着し、島で竹を伐採して筏を作り帰還した。生還した門部金が褒賞を受けた。第1船は唐に到着し皇帝に拝謁。654年7月に新羅・百済の送使と共に帰還したため、復路は朝鮮半島経由コースだったと考えられる。このときは「西海使」（にしのみちのつかい）と『日本書紀』巻第二十五に記されている。 | 第1船は121人、第2船は120人。出航より一月半後の7月、第2船は往途の薩摩沖で遭難した。よって往路は南島コースであったと考えられる。高田根麻呂ら100余名が死亡または行方不明。生き残った5人は破材一枚に捕まり6日間の漂流の後に甑島列島の上甑島に漂着し、島で竹を伐採して筏を作り帰還した。生還した門部金が褒賞を受けた。第1船は唐に到着し皇帝に拝謁。654年7月に新羅・百済の送使と共に帰還したため、復路は朝鮮半島経由コースだったと考えられる。このときは「西海使」（にしのみちのつかい）と『日本書紀』巻第二十五に記されている。 | 第1船は121人、第2船は120人。出航より一月半後の7月、第2船は往途の薩摩沖で遭難した。よって往路は南島コースであったと考えられる。高田根麻呂ら100余名が死亡または行方不明。生き残った5人は破材一枚に捕まり6日間の漂流の後に甑島列島の上甑島に漂着し、島で竹を伐採して筏を作り帰還した。生還した門部金が褒賞を受けた。第1船は唐に到着し皇帝に拝謁。654年7月に新羅・百済の送使と共に帰還したため、復路は朝鮮半島経由コースだったと考えられる。このときは「西海使」（にしのみちのつかい）と『日本書紀』巻第二十五に記されている。 |
| 3    | 白雉5年 （654年） | 斉明元年 （655年） | 高向玄理（押使）・河辺麻呂（大使）・薬師恵日（副使） | 中臣間人老（判官）・置始大伯（判官）・書麻呂（判官）・田辺史鳥（判官） | 2 |
| 経緯 | 高向玄理は608年の遣隋使で留学し、30年を大陸で学び、隋の滅亡と唐の建国を目の当たりにしている。その後も646年に遣新羅使として外交派遣された人材であり、「大使」より格上の「押使」であった。しかしこの渡航で唐で病没し帰国できず。654年2月に出発。往路は北路で新羅を経由して山東省に到着し、長安にて高宗と謁見した。謁見の際、日本国の地理や国の初めの神の名を尋ねられた。唐側の記録として『旧唐書』に「永徽5年12月に、倭国が瑪瑙（めのう）を献上した」とある。655年8月、帰朝。 | 高向玄理は608年の遣隋使で留学し、30年を大陸で学び、隋の滅亡と唐の建国を目の当たりにしている。その後も646年に遣新羅使として外交派遣された人材であり、「大使」より格上の「押使」であった。しかしこの渡航で唐で病没し帰国できず。654年2月に出発。往路は北路で新羅を経由して山東省に到着し、長安にて高宗と謁見した。謁見の際、日本国の地理や国の初めの神の名を尋ねられた。唐側の記録として『旧唐書』に「永徽5年12月に、倭国が瑪瑙（めのう）を献上した」とある。655年8月、帰朝。 | 高向玄理は608年の遣隋使で留学し、30年を大陸で学び、隋の滅亡と唐の建国を目の当たりにしている。その後も646年に遣新羅使として外交派遣された人材であり、「大使」より格上の「押使」であった。しかしこの渡航で唐で病没し帰国できず。654年2月に出発。往路は北路で新羅を経由して山東省に到着し、長安にて高宗と謁見した。謁見の際、日本国の地理や国の初めの神の名を尋ねられた。唐側の記録として『旧唐書』に「永徽5年12月に、倭国が瑪瑙（めのう）を献上した」とある。655年8月、帰朝。 | 高向玄理は608年の遣隋使で留学し、30年を大陸で学び、隋の滅亡と唐の建国を目の当たりにしている。その後も646年に遣新羅使として外交派遣された人材であり、「大使」より格上の「押使」であった。しかしこの渡航で唐で病没し帰国できず。654年2月に出発。往路は北路で新羅を経由して山東省に到着し、長安にて高宗と謁見した。謁見の際、日本国の地理や国の初めの神の名を尋ねられた。唐側の記録として『旧唐書』に「永徽5年12月に、倭国が瑪瑙（めのう）を献上した」とある。655年8月、帰朝。 | 高向玄理は608年の遣隋使で留学し、30年を大陸で学び、隋の滅亡と唐の建国を目の当たりにしている。その後も646年に遣新羅使として外交派遣された人材であり、「大使」より格上の「押使」であった。しかしこの渡航で唐で病没し帰国できず。654年2月に出発。往路は北路で新羅を経由して山東省に到着し、長安にて高宗と謁見した。謁見の際、日本国の地理や国の初めの神の名を尋ねられた。唐側の記録として『旧唐書』に「永徽5年12月に、倭国が瑪瑙（めのう）を献上した」とある。655年8月、帰朝。 |
| 4    | 斉明5年 （659年） | 斉明7年 （661年） | 坂合部磐鍬（石布）（大使）・津守吉祥（副使） | 伊吉博徳、東漢長阿利麻、坂合部稲積、韓智興、東漢草足嶋、西漢大麻呂 | 2 |
| 経緯 | 659年7月3日に出航。8月11日に博多を出て江南路を選択した。百済情勢が緊張しており、北路を使う選択はできなかったと推測される。第2船の副使・津守吉祥らは10月1日に越州(浙江省紹興）に着き、駅馬で長安に入り洛陽にて皇帝高宗に拝謁。大和朝廷の服属国民として蝦夷人男女を伴っており、皇帝に献上している。同年11月1日、冬至の儀に参加。「朝貢してくる国々の中で、倭の使節が最も勝れている」と賞賛されている。しかし一行はその後、韓智興の従者（東漢草足嶋か西漢大麻呂か？）による讒言があり、また唐と百済の戦役の都合などにより暫く長安に幽閉・抑留された。韓智興は唐の政府によって、三千里の外に流罪とされた。伊吉博徳の弁明奏上と660年8月の百済滅亡により戦争が無くなったことから、同年9月12日に抑留は解かれ、一行は同19日に洛陽へ向かった。一方の第1船は往途で659年9月13日に百済の南の島に到着した。9月15日日没後、逆風で遭難し、南海の島「爾加委」（喜界島と推定される）に漂着し略奪に遭い、大使の坂合部磐鍬が殺された。東漢長阿利麻・坂合部稲積ら生き残った5人は島民の船を奪って脱出に成功し、大陸の括州（現在の浙江省麗水）に至り、役人に護送されて洛陽に運ばれた。その後どうなっていたかは不明だが、長安の2船の一行同様、洛陽にて抑留されていたと推測される。前述の通り、監禁が解け洛陽に移動した津守吉祥らと5人は10月19日に再会した。11月1日、国が滅ぼされ捕虜となった百済の義慈王ら王族・貴族の50人（『旧唐書』では58人）が唐の朝廷に護送されるのを目撃している。同24日、長安を出発。翌661年4月1日に越州から帰国の途についた。同7日、舟山郡島の須岸島南岸に到着した。翌8日夜明けに出発するも、暴風に遭い9日間漂流した。耽羅（済州島）に漂着し、耽羅国王子の阿波伎等9人を伴って帰国（『遣耽羅使』も参照）。東漢草足嶋は帰路で落雷により死亡。この回の遣唐使に関しては、『伊吉博徳書』・『難波吉士男（津守吉祥）人書』が日本書紀に引用されたために道中が比較的詳しい。 | 659年7月3日に出航。8月11日に博多を出て江南路を選択した。百済情勢が緊張しており、北路を使う選択はできなかったと推測される。第2船の副使・津守吉祥らは10月1日に越州(浙江省紹興）に着き、駅馬で長安に入り洛陽にて皇帝高宗に拝謁。大和朝廷の服属国民として蝦夷人男女を伴っており、皇帝に献上している。同年11月1日、冬至の儀に参加。「朝貢してくる国々の中で、倭の使節が最も勝れている」と賞賛されている。しかし一行はその後、韓智興の従者（東漢草足嶋か西漢大麻呂か？）による讒言があり、また唐と百済の戦役の都合などにより暫く長安に幽閉・抑留された。韓智興は唐の政府によって、三千里の外に流罪とされた。伊吉博徳の弁明奏上と660年8月の百済滅亡により戦争が無くなったことから、同年9月12日に抑留は解かれ、一行は同19日に洛陽へ向かった。一方の第1船は往途で659年9月13日に百済の南の島に到着した。9月15日日没後、逆風で遭難し、南海の島「爾加委」（喜界島と推定される）に漂着し略奪に遭い、大使の坂合部磐鍬が殺された。東漢長阿利麻・坂合部稲積ら生き残った5人は島民の船を奪って脱出に成功し、大陸の括州（現在の浙江省麗水）に至り、役人に護送されて洛陽に運ばれた。その後どうなっていたかは不明だが、長安の2船の一行同様、洛陽にて抑留されていたと推測される。前述の通り、監禁が解け洛陽に移動した津守吉祥らと5人は10月19日に再会した。11月1日、国が滅ぼされ捕虜となった百済の義慈王ら王族・貴族の50人（『旧唐書』では58人）が唐の朝廷に護送されるのを目撃している。同24日、長安を出発。翌661年4月1日に越州から帰国の途についた。同7日、舟山郡島の須岸島南岸に到着した。翌8日夜明けに出発するも、暴風に遭い9日間漂流した。耽羅（済州島）に漂着し、耽羅国王子の阿波伎等9人を伴って帰国（『遣耽羅使』も参照）。東漢草足嶋は帰路で落雷により死亡。この回の遣唐使に関しては、『伊吉博徳書』・『難波吉士男（津守吉祥）人書』が日本書紀に引用されたために道中が比較的詳しい。 | 659年7月3日に出航。8月11日に博多を出て江南路を選択した。百済情勢が緊張しており、北路を使う選択はできなかったと推測される。第2船の副使・津守吉祥らは10月1日に越州(浙江省紹興）に着き、駅馬で長安に入り洛陽にて皇帝高宗に拝謁。大和朝廷の服属国民として蝦夷人男女を伴っており、皇帝に献上している。同年11月1日、冬至の儀に参加。「朝貢してくる国々の中で、倭の使節が最も勝れている」と賞賛されている。しかし一行はその後、韓智興の従者（東漢草足嶋か西漢大麻呂か？）による讒言があり、また唐と百済の戦役の都合などにより暫く長安に幽閉・抑留された。韓智興は唐の政府によって、三千里の外に流罪とされた。伊吉博徳の弁明奏上と660年8月の百済滅亡により戦争が無くなったことから、同年9月12日に抑留は解かれ、一行は同19日に洛陽へ向かった。一方の第1船は往途で659年9月13日に百済の南の島に到着した。9月15日日没後、逆風で遭難し、南海の島「爾加委」（喜界島と推定される）に漂着し略奪に遭い、大使の坂合部磐鍬が殺された。東漢長阿利麻・坂合部稲積ら生き残った5人は島民の船を奪って脱出に成功し、大陸の括州（現在の浙江省麗水）に至り、役人に護送されて洛陽に運ばれた。その後どうなっていたかは不明だが、長安の2船の一行同様、洛陽にて抑留されていたと推測される。前述の通り、監禁が解け洛陽に移動した津守吉祥らと5人は10月19日に再会した。11月1日、国が滅ぼされ捕虜となった百済の義慈王ら王族・貴族の50人（『旧唐書』では58人）が唐の朝廷に護送されるのを目撃している。同24日、長安を出発。翌661年4月1日に越州から帰国の途についた。同7日、舟山郡島の須岸島南岸に到着した。翌8日夜明けに出発するも、暴風に遭い9日間漂流した。耽羅（済州島）に漂着し、耽羅国王子の阿波伎等9人を伴って帰国（『遣耽羅使』も参照）。東漢草足嶋は帰路で落雷により死亡。この回の遣唐使に関しては、『伊吉博徳書』・『難波吉士男（津守吉祥）人書』が日本書紀に引用されたために道中が比較的詳しい。 | 659年7月3日に出航。8月11日に博多を出て江南路を選択した。百済情勢が緊張しており、北路を使う選択はできなかったと推測される。第2船の副使・津守吉祥らは10月1日に越州(浙江省紹興）に着き、駅馬で長安に入り洛陽にて皇帝高宗に拝謁。大和朝廷の服属国民として蝦夷人男女を伴っており、皇帝に献上している。同年11月1日、冬至の儀に参加。「朝貢してくる国々の中で、倭の使節が最も勝れている」と賞賛されている。しかし一行はその後、韓智興の従者（東漢草足嶋か西漢大麻呂か？）による讒言があり、また唐と百済の戦役の都合などにより暫く長安に幽閉・抑留された。韓智興は唐の政府によって、三千里の外に流罪とされた。伊吉博徳の弁明奏上と660年8月の百済滅亡により戦争が無くなったことから、同年9月12日に抑留は解かれ、一行は同19日に洛陽へ向かった。一方の第1船は往途で659年9月13日に百済の南の島に到着した。9月15日日没後、逆風で遭難し、南海の島「爾加委」（喜界島と推定される）に漂着し略奪に遭い、大使の坂合部磐鍬が殺された。東漢長阿利麻・坂合部稲積ら生き残った5人は島民の船を奪って脱出に成功し、大陸の括州（現在の浙江省麗水）に至り、役人に護送されて洛陽に運ばれた。その後どうなっていたかは不明だが、長安の2船の一行同様、洛陽にて抑留されていたと推測される。前述の通り、監禁が解け洛陽に移動した津守吉祥らと5人は10月19日に再会した。11月1日、国が滅ぼされ捕虜となった百済の義慈王ら王族・貴族の50人（『旧唐書』では58人）が唐の朝廷に護送されるのを目撃している。同24日、長安を出発。翌661年4月1日に越州から帰国の途についた。同7日、舟山郡島の須岸島南岸に到着した。翌8日夜明けに出発するも、暴風に遭い9日間漂流した。耽羅（済州島）に漂着し、耽羅国王子の阿波伎等9人を伴って帰国（『遣耽羅使』も参照）。東漢草足嶋は帰路で落雷により死亡。この回の遣唐使に関しては、『伊吉博徳書』・『難波吉士男（津守吉祥）人書』が日本書紀に引用されたために道中が比較的詳しい。 | 659年7月3日に出航。8月11日に博多を出て江南路を選択した。百済情勢が緊張しており、北路を使う選択はできなかったと推測される。第2船の副使・津守吉祥らは10月1日に越州(浙江省紹興）に着き、駅馬で長安に入り洛陽にて皇帝高宗に拝謁。大和朝廷の服属国民として蝦夷人男女を伴っており、皇帝に献上している。同年11月1日、冬至の儀に参加。「朝貢してくる国々の中で、倭の使節が最も勝れている」と賞賛されている。しかし一行はその後、韓智興の従者（東漢草足嶋か西漢大麻呂か？）による讒言があり、また唐と百済の戦役の都合などにより暫く長安に幽閉・抑留された。韓智興は唐の政府によって、三千里の外に流罪とされた。伊吉博徳の弁明奏上と660年8月の百済滅亡により戦争が無くなったことから、同年9月12日に抑留は解かれ、一行は同19日に洛陽へ向かった。一方の第1船は往途で659年9月13日に百済の南の島に到着した。9月15日日没後、逆風で遭難し、南海の島「爾加委」（喜界島と推定される）に漂着し略奪に遭い、大使の坂合部磐鍬が殺された。東漢長阿利麻・坂合部稲積ら生き残った5人は島民の船を奪って脱出に成功し、大陸の括州（現在の浙江省麗水）に至り、役人に護送されて洛陽に運ばれた。その後どうなっていたかは不明だが、長安の2船の一行同様、洛陽にて抑留されていたと推測される。前述の通り、監禁が解け洛陽に移動した津守吉祥らと5人は10月19日に再会した。11月1日、国が滅ぼされ捕虜となった百済の義慈王ら王族・貴族の50人（『旧唐書』では58人）が唐の朝廷に護送されるのを目撃している。同24日、長安を出発。翌661年4月1日に越州から帰国の途についた。同7日、舟山郡島の須岸島南岸に到着した。翌8日夜明けに出発するも、暴風に遭い9日間漂流した。耽羅（済州島）に漂着し、耽羅国王子の阿波伎等9人を伴って帰国（『遣耽羅使』も参照）。東漢草足嶋は帰路で落雷により死亡。この回の遣唐使に関しては、『伊吉博徳書』・『難波吉士男（津守吉祥）人書』が日本書紀に引用されたために道中が比較的詳しい。 |
| 5    | 天智4年 （665年） | 天智6年 （667年） | 守大石（送唐客使）・坂合部磐積・吉士岐彌・吉士針間 | 守大石（送唐客使）・坂合部磐積・吉士岐彌・吉士針間 | 不明 |
| 経緯 | 665年秋に留学僧の定恵や郭務悰を伴い、250余人の大使節団と共に来日した唐使の劉徳高らを送る使節であり、同年12月に出立した。送使であるが、旧唐書本紀などに拠れば高宗の封禅の儀（即位式）への参列を求めた使節であるとされる。翌666年1月に封禅の議は既に行われており、道中日程を考えれば時機を逸しているが、劉徳高に比べ守大石の官位がかなり高いこと、劉徳高が封禅の儀の会場である泰山に近い地域の役人であったことなどから、送使とは言いつつ、式典参列を意図した使節である可能性が高い。これは白村江の戦い以降に悪化していた唐との関係改善を、日本側が求めていた動きであると推測される。667年11月、唐の百済鎮将（旧百済占領軍）の劉仁願が派遣した文官（熊津都督府熊山県令）の司馬法聡と共に帰国。ただし帰国の際の代表は坂合部磐積となっており、守大石は唐に留まったか、現地で死亡したと推測される。 | 665年秋に留学僧の定恵や郭務悰を伴い、250余人の大使節団と共に来日した唐使の劉徳高らを送る使節であり、同年12月に出立した。送使であるが、旧唐書本紀などに拠れば高宗の封禅の儀（即位式）への参列を求めた使節であるとされる。翌666年1月に封禅の議は既に行われており、道中日程を考えれば時機を逸しているが、劉徳高に比べ守大石の官位がかなり高いこと、劉徳高が封禅の儀の会場である泰山に近い地域の役人であったことなどから、送使とは言いつつ、式典参列を意図した使節である可能性が高い。これは白村江の戦い以降に悪化していた唐との関係改善を、日本側が求めていた動きであると推測される。667年11月、唐の百済鎮将（旧百済占領軍）の劉仁願が派遣した文官（熊津都督府熊山県令）の司馬法聡と共に帰国。ただし帰国の際の代表は坂合部磐積となっており、守大石は唐に留まったか、現地で死亡したと推測される。 | 665年秋に留学僧の定恵や郭務悰を伴い、250余人の大使節団と共に来日した唐使の劉徳高らを送る使節であり、同年12月に出立した。送使であるが、旧唐書本紀などに拠れば高宗の封禅の儀（即位式）への参列を求めた使節であるとされる。翌666年1月に封禅の議は既に行われており、道中日程を考えれば時機を逸しているが、劉徳高に比べ守大石の官位がかなり高いこと、劉徳高が封禅の儀の会場である泰山に近い地域の役人であったことなどから、送使とは言いつつ、式典参列を意図した使節である可能性が高い。これは白村江の戦い以降に悪化していた唐との関係改善を、日本側が求めていた動きであると推測される。667年11月、唐の百済鎮将（旧百済占領軍）の劉仁願が派遣した文官（熊津都督府熊山県令）の司馬法聡と共に帰国。ただし帰国の際の代表は坂合部磐積となっており、守大石は唐に留まったか、現地で死亡したと推測される。 | 665年秋に留学僧の定恵や郭務悰を伴い、250余人の大使節団と共に来日した唐使の劉徳高らを送る使節であり、同年12月に出立した。送使であるが、旧唐書本紀などに拠れば高宗の封禅の儀（即位式）への参列を求めた使節であるとされる。翌666年1月に封禅の議は既に行われており、道中日程を考えれば時機を逸しているが、劉徳高に比べ守大石の官位がかなり高いこと、劉徳高が封禅の儀の会場である泰山に近い地域の役人であったことなどから、送使とは言いつつ、式典参列を意図した使節である可能性が高い。これは白村江の戦い以降に悪化していた唐との関係改善を、日本側が求めていた動きであると推測される。667年11月、唐の百済鎮将（旧百済占領軍）の劉仁願が派遣した文官（熊津都督府熊山県令）の司馬法聡と共に帰国。ただし帰国の際の代表は坂合部磐積となっており、守大石は唐に留まったか、現地で死亡したと推測される。 | 665年秋に留学僧の定恵や郭務悰を伴い、250余人の大使節団と共に来日した唐使の劉徳高らを送る使節であり、同年12月に出立した。送使であるが、旧唐書本紀などに拠れば高宗の封禅の儀（即位式）への参列を求めた使節であるとされる。翌666年1月に封禅の議は既に行われており、道中日程を考えれば時機を逸しているが、劉徳高に比べ守大石の官位がかなり高いこと、劉徳高が封禅の儀の会場である泰山に近い地域の役人であったことなどから、送使とは言いつつ、式典参列を意図した使節である可能性が高い。これは白村江の戦い以降に悪化していた唐との関係改善を、日本側が求めていた動きであると推測される。667年11月、唐の百済鎮将（旧百済占領軍）の劉仁願が派遣した文官（熊津都督府熊山県令）の司馬法聡と共に帰国。ただし帰国の際の代表は坂合部磐積となっており、守大石は唐に留まったか、現地で死亡したと推測される。 |
| (6)  | 天智6年 （667年） | 天智7年 （668年） | 伊吉博徳（送唐客使） | 伊吉博徳（送唐客使） | 不明 |
| 経緯 | 副使・笠諸石。同年11月9日に来日した唐使の司馬法聡の帰国（熊津都督府＝旧百済国の占領地へ帰還）を送る使節で、11月13日に任命。唐本土には行かず？ | 副使・笠諸石。同年11月9日に来日した唐使の司馬法聡の帰国（熊津都督府＝旧百済国の占領地へ帰還）を送る使節で、11月13日に任命。唐本土には行かず？ | 副使・笠諸石。同年11月9日に来日した唐使の司馬法聡の帰国（熊津都督府＝旧百済国の占領地へ帰還）を送る使節で、11月13日に任命。唐本土には行かず？ | 副使・笠諸石。同年11月9日に来日した唐使の司馬法聡の帰国（熊津都督府＝旧百済国の占領地へ帰還）を送る使節で、11月13日に任命。唐本土には行かず？ | 副使・笠諸石。同年11月9日に来日した唐使の司馬法聡の帰国（熊津都督府＝旧百済国の占領地へ帰還）を送る使節で、11月13日に任命。唐本土には行かず？ |
| 7    | 天智8年 （669年） | 不明 | 河内鯨（大使） | （黄文本実） | 不明 |
| 経緯 | 唐に高句麗平定の祝賀を述べる使節と推測される。第5次から第7次は、唐との交渉のためとする。この時期、日本と唐は、唐の対新羅問題を巡って軍事的緊張が続いている。黄文本実はこの回に渡航したと推測されている。唐の王玄策が天竺（インド）に使節で赴いた際に転写し持ち帰った仏足石図を、黄文は長安の普光寺で再転写し、日本に伝えたとされている。黄文が671年に天皇に献上した土木・建築に用いる水臬（みずばかり＝水準器）についても、同じく唐より持ち帰った物と推測される。 | 唐に高句麗平定の祝賀を述べる使節と推測される。第5次から第7次は、唐との交渉のためとする。この時期、日本と唐は、唐の対新羅問題を巡って軍事的緊張が続いている。黄文本実はこの回に渡航したと推測されている。唐の王玄策が天竺（インド）に使節で赴いた際に転写し持ち帰った仏足石図を、黄文は長安の普光寺で再転写し、日本に伝えたとされている。黄文が671年に天皇に献上した土木・建築に用いる水臬（みずばかり＝水準器）についても、同じく唐より持ち帰った物と推測される。 | 唐に高句麗平定の祝賀を述べる使節と推測される。第5次から第7次は、唐との交渉のためとする。この時期、日本と唐は、唐の対新羅問題を巡って軍事的緊張が続いている。黄文本実はこの回に渡航したと推測されている。唐の王玄策が天竺（インド）に使節で赴いた際に転写し持ち帰った仏足石図を、黄文は長安の普光寺で再転写し、日本に伝えたとされている。黄文が671年に天皇に献上した土木・建築に用いる水臬（みずばかり＝水準器）についても、同じく唐より持ち帰った物と推測される。 | 唐に高句麗平定の祝賀を述べる使節と推測される。第5次から第7次は、唐との交渉のためとする。この時期、日本と唐は、唐の対新羅問題を巡って軍事的緊張が続いている。黄文本実はこの回に渡航したと推測されている。唐の王玄策が天竺（インド）に使節で赴いた際に転写し持ち帰った仏足石図を、黄文は長安の普光寺で再転写し、日本に伝えたとされている。黄文が671年に天皇に献上した土木・建築に用いる水臬（みずばかり＝水準器）についても、同じく唐より持ち帰った物と推測される。 | 唐に高句麗平定の祝賀を述べる使節と推測される。第5次から第7次は、唐との交渉のためとする。この時期、日本と唐は、唐の対新羅問題を巡って軍事的緊張が続いている。黄文本実はこの回に渡航したと推測されている。唐の王玄策が天竺（インド）に使節で赴いた際に転写し持ち帰った仏足石図を、黄文は長安の普光寺で再転写し、日本に伝えたとされている。黄文が671年に天皇に献上した土木・建築に用いる水臬（みずばかり＝水準器）についても、同じく唐より持ち帰った物と推測される。 |
| 8    | 大宝2年 （702年） | 慶雲元年 （704年） | 粟田真人（執節使）・高橋笠間（大使、赴任せず）・坂合部大分（副使、のち大使）・巨勢邑治（大位、のち副使） | 賀茂吉備麻呂（中位・判官）・山上憶良（少録・歌人）・大津広人（垂水広人）（大通事）・道慈・弁正 | 4 |
| 経緯 | 701年に粟田真人を執節使（大使より上位）として任じられるも風浪が激しく渡海できず。翌702年6月に改めて出立するも、高橋笠間は別の任（大安寺造営）に充てられ渡航せず、元副使の坂合部大分を大使とした。701年の出立の際に参議という高職となっていた粟田は、文武天皇から節刀を授けられた。これが天皇が節刀（遣唐使や征夷将軍などに軍事大権の象徴として授けられた）を授けた初例とされる。粟田は自らも編纂に関わった大宝律令を持参していた。初めて対外的に「日本」の国号を使用し、首都（藤原京）を定め造営したこと、法である大宝律令を制定したことを示し、国としての体裁を上昇させた上で、白村江の戦い以来の正式な国交回復を目的としていた。この目的のため、朝廷での格も高く、大宝律令の編纂に関わった粟田が使節として派遣されたと推測される。一行は楚州に到着し、どこからの使者か、との問いに「日本」と返答している。当時、唐は武則天（則天武后）の簒奪により周王朝となっていたが、この社会混乱を把握していなかった遣唐使一行は混乱するも、703年に武則天と謁見した。粟田真人らは慶雲元年（704年）7月、白村江の戦いで捕虜になっていた者を連れて五島列島福江島に漂着帰国した。副使の巨勢邑治は残留し707年3月に帰国した。大使の坂合部大分も残留し、次の遣唐使の帰国船に同行した。この遣唐使一行が、唐の地で実運用されている律令制や都市作りを実際に目の当たりにし、唐の官僚らのアドバイスを得たことが、大宝律令の修正や貨幣鋳造（和同開珎）などの慶雲の改革、新都平城京への遷都などに繋がった。また、無事往復に成功した粟田真人の乗船「佐伯」に対し、従五位下の位が授けられた。弁正は囲碁の名人であり、唐の皇子李隆基（のちの皇帝玄宗）に度々称賛された。そのまま還俗し唐にて子を成し、死去した。 | 701年に粟田真人を執節使（大使より上位）として任じられるも風浪が激しく渡海できず。翌702年6月に改めて出立するも、高橋笠間は別の任（大安寺造営）に充てられ渡航せず、元副使の坂合部大分を大使とした。701年の出立の際に参議という高職となっていた粟田は、文武天皇から節刀を授けられた。これが天皇が節刀（遣唐使や征夷将軍などに軍事大権の象徴として授けられた）を授けた初例とされる。粟田は自らも編纂に関わった大宝律令を持参していた。初めて対外的に「日本」の国号を使用し、首都（藤原京）を定め造営したこと、法である大宝律令を制定したことを示し、国としての体裁を上昇させた上で、白村江の戦い以来の正式な国交回復を目的としていた。この目的のため、朝廷での格も高く、大宝律令の編纂に関わった粟田が使節として派遣されたと推測される。一行は楚州に到着し、どこからの使者か、との問いに「日本」と返答している。当時、唐は武則天（則天武后）の簒奪により周王朝となっていたが、この社会混乱を把握していなかった遣唐使一行は混乱するも、703年に武則天と謁見した。粟田真人らは慶雲元年（704年）7月、白村江の戦いで捕虜になっていた者を連れて五島列島福江島に漂着帰国した。副使の巨勢邑治は残留し707年3月に帰国した。大使の坂合部大分も残留し、次の遣唐使の帰国船に同行した。この遣唐使一行が、唐の地で実運用されている律令制や都市作りを実際に目の当たりにし、唐の官僚らのアドバイスを得たことが、大宝律令の修正や貨幣鋳造（和同開珎）などの慶雲の改革、新都平城京への遷都などに繋がった。また、無事往復に成功した粟田真人の乗船「佐伯」に対し、従五位下の位が授けられた。弁正は囲碁の名人であり、唐の皇子李隆基（のちの皇帝玄宗）に度々称賛された。そのまま還俗し唐にて子を成し、死去した。 | 701年に粟田真人を執節使（大使より上位）として任じられるも風浪が激しく渡海できず。翌702年6月に改めて出立するも、高橋笠間は別の任（大安寺造営）に充てられ渡航せず、元副使の坂合部大分を大使とした。701年の出立の際に参議という高職となっていた粟田は、文武天皇から節刀を授けられた。これが天皇が節刀（遣唐使や征夷将軍などに軍事大権の象徴として授けられた）を授けた初例とされる。粟田は自らも編纂に関わった大宝律令を持参していた。初めて対外的に「日本」の国号を使用し、首都（藤原京）を定め造営したこと、法である大宝律令を制定したことを示し、国としての体裁を上昇させた上で、白村江の戦い以来の正式な国交回復を目的としていた。この目的のため、朝廷での格も高く、大宝律令の編纂に関わった粟田が使節として派遣されたと推測される。一行は楚州に到着し、どこからの使者か、との問いに「日本」と返答している。当時、唐は武則天（則天武后）の簒奪により周王朝となっていたが、この社会混乱を把握していなかった遣唐使一行は混乱するも、703年に武則天と謁見した。粟田真人らは慶雲元年（704年）7月、白村江の戦いで捕虜になっていた者を連れて五島列島福江島に漂着帰国した。副使の巨勢邑治は残留し707年3月に帰国した。大使の坂合部大分も残留し、次の遣唐使の帰国船に同行した。この遣唐使一行が、唐の地で実運用されている律令制や都市作りを実際に目の当たりにし、唐の官僚らのアドバイスを得たことが、大宝律令の修正や貨幣鋳造（和同開珎）などの慶雲の改革、新都平城京への遷都などに繋がった。また、無事往復に成功した粟田真人の乗船「佐伯」に対し、従五位下の位が授けられた。弁正は囲碁の名人であり、唐の皇子李隆基（のちの皇帝玄宗）に度々称賛された。そのまま還俗し唐にて子を成し、死去した。 | 701年に粟田真人を執節使（大使より上位）として任じられるも風浪が激しく渡海できず。翌702年6月に改めて出立するも、高橋笠間は別の任（大安寺造営）に充てられ渡航せず、元副使の坂合部大分を大使とした。701年の出立の際に参議という高職となっていた粟田は、文武天皇から節刀を授けられた。これが天皇が節刀（遣唐使や征夷将軍などに軍事大権の象徴として授けられた）を授けた初例とされる。粟田は自らも編纂に関わった大宝律令を持参していた。初めて対外的に「日本」の国号を使用し、首都（藤原京）を定め造営したこと、法である大宝律令を制定したことを示し、国としての体裁を上昇させた上で、白村江の戦い以来の正式な国交回復を目的としていた。この目的のため、朝廷での格も高く、大宝律令の編纂に関わった粟田が使節として派遣されたと推測される。一行は楚州に到着し、どこからの使者か、との問いに「日本」と返答している。当時、唐は武則天（則天武后）の簒奪により周王朝となっていたが、この社会混乱を把握していなかった遣唐使一行は混乱するも、703年に武則天と謁見した。粟田真人らは慶雲元年（704年）7月、白村江の戦いで捕虜になっていた者を連れて五島列島福江島に漂着帰国した。副使の巨勢邑治は残留し707年3月に帰国した。大使の坂合部大分も残留し、次の遣唐使の帰国船に同行した。この遣唐使一行が、唐の地で実運用されている律令制や都市作りを実際に目の当たりにし、唐の官僚らのアドバイスを得たことが、大宝律令の修正や貨幣鋳造（和同開珎）などの慶雲の改革、新都平城京への遷都などに繋がった。また、無事往復に成功した粟田真人の乗船「佐伯」に対し、従五位下の位が授けられた。弁正は囲碁の名人であり、唐の皇子李隆基（のちの皇帝玄宗）に度々称賛された。そのまま還俗し唐にて子を成し、死去した。 | 701年に粟田真人を執節使（大使より上位）として任じられるも風浪が激しく渡海できず。翌702年6月に改めて出立するも、高橋笠間は別の任（大安寺造営）に充てられ渡航せず、元副使の坂合部大分を大使とした。701年の出立の際に参議という高職となっていた粟田は、文武天皇から節刀を授けられた。これが天皇が節刀（遣唐使や征夷将軍などに軍事大権の象徴として授けられた）を授けた初例とされる。粟田は自らも編纂に関わった大宝律令を持参していた。初めて対外的に「日本」の国号を使用し、首都（藤原京）を定め造営したこと、法である大宝律令を制定したことを示し、国としての体裁を上昇させた上で、白村江の戦い以来の正式な国交回復を目的としていた。この目的のため、朝廷での格も高く、大宝律令の編纂に関わった粟田が使節として派遣されたと推測される。一行は楚州に到着し、どこからの使者か、との問いに「日本」と返答している。当時、唐は武則天（則天武后）の簒奪により周王朝となっていたが、この社会混乱を把握していなかった遣唐使一行は混乱するも、703年に武則天と謁見した。粟田真人らは慶雲元年（704年）7月、白村江の戦いで捕虜になっていた者を連れて五島列島福江島に漂着帰国した。副使の巨勢邑治は残留し707年3月に帰国した。大使の坂合部大分も残留し、次の遣唐使の帰国船に同行した。この遣唐使一行が、唐の地で実運用されている律令制や都市作りを実際に目の当たりにし、唐の官僚らのアドバイスを得たことが、大宝律令の修正や貨幣鋳造（和同開珎）などの慶雲の改革、新都平城京への遷都などに繋がった。また、無事往復に成功した粟田真人の乗船「佐伯」に対し、従五位下の位が授けられた。弁正は囲碁の名人であり、唐の皇子李隆基（のちの皇帝玄宗）に度々称賛された。そのまま還俗し唐にて子を成し、死去した。 |
| 9    | 養老元年 （717年） | 養老2年 （718年） | 多治比縣守（押使）・大伴山守（大使）・藤原馬養（藤原宇合）（副使） | 残留 阿倍仲麻呂・吉備真備・玄昉・井真成・羽栗吉麻呂（阿部仲麻呂の従者）、播磨弟兄（播磨乙安？、鋳生） | 4 |
| 経緯 | 前回の倍以上となる総勢557人。霊亀2年（716年）8月に縣守が押使に任命され、翌霊亀3年（717年）3月に節刀を授けられている。よって出発は以降の日付となり、南路を選択したと推測されている。716年9月、阿倍安麻呂に代えて大伴山守が遣唐大使となる。717年10月1日長安に到着した。残留した留学生を除き、翌年の養老2年（718年）10月に使節の主だった者は全員無時に大宰府に帰還に成功した。同行して前回の留学僧であった道慈も帰国。同年12月に県守は朝廷に復命し、翌年正月10日に帰国した一同が唐で与えられた朝服で天皇に拝謁した。藤原馬養は唐滞在中に「宇合」と名を改めた。播磨弟兄は725年に、唐から持ち帰った甘子の種子の栽培に成功したとして昇進されている。前回に渡唐した弁正の子の秦朝元は、この回の帰路に同行して来日した。この回は珍しく、行き帰りおよび滞在中、大したことはなく恙無く済んでいる。 | 前回の倍以上となる総勢557人。霊亀2年（716年）8月に縣守が押使に任命され、翌霊亀3年（717年）3月に節刀を授けられている。よって出発は以降の日付となり、南路を選択したと推測されている。716年9月、阿倍安麻呂に代えて大伴山守が遣唐大使となる。717年10月1日長安に到着した。残留した留学生を除き、翌年の養老2年（718年）10月に使節の主だった者は全員無時に大宰府に帰還に成功した。同行して前回の留学僧であった道慈も帰国。同年12月に県守は朝廷に復命し、翌年正月10日に帰国した一同が唐で与えられた朝服で天皇に拝謁した。藤原馬養は唐滞在中に「宇合」と名を改めた。播磨弟兄は725年に、唐から持ち帰った甘子の種子の栽培に成功したとして昇進されている。前回に渡唐した弁正の子の秦朝元は、この回の帰路に同行して来日した。この回は珍しく、行き帰りおよび滞在中、大したことはなく恙無く済んでいる。 | 前回の倍以上となる総勢557人。霊亀2年（716年）8月に縣守が押使に任命され、翌霊亀3年（717年）3月に節刀を授けられている。よって出発は以降の日付となり、南路を選択したと推測されている。716年9月、阿倍安麻呂に代えて大伴山守が遣唐大使となる。717年10月1日長安に到着した。残留した留学生を除き、翌年の養老2年（718年）10月に使節の主だった者は全員無時に大宰府に帰還に成功した。同行して前回の留学僧であった道慈も帰国。同年12月に県守は朝廷に復命し、翌年正月10日に帰国した一同が唐で与えられた朝服で天皇に拝謁した。藤原馬養は唐滞在中に「宇合」と名を改めた。播磨弟兄は725年に、唐から持ち帰った甘子の種子の栽培に成功したとして昇進されている。前回に渡唐した弁正の子の秦朝元は、この回の帰路に同行して来日した。この回は珍しく、行き帰りおよび滞在中、大したことはなく恙無く済んでいる。 | 前回の倍以上となる総勢557人。霊亀2年（716年）8月に縣守が押使に任命され、翌霊亀3年（717年）3月に節刀を授けられている。よって出発は以降の日付となり、南路を選択したと推測されている。716年9月、阿倍安麻呂に代えて大伴山守が遣唐大使となる。717年10月1日長安に到着した。残留した留学生を除き、翌年の養老2年（718年）10月に使節の主だった者は全員無時に大宰府に帰還に成功した。同行して前回の留学僧であった道慈も帰国。同年12月に県守は朝廷に復命し、翌年正月10日に帰国した一同が唐で与えられた朝服で天皇に拝謁した。藤原馬養は唐滞在中に「宇合」と名を改めた。播磨弟兄は725年に、唐から持ち帰った甘子の種子の栽培に成功したとして昇進されている。前回に渡唐した弁正の子の秦朝元は、この回の帰路に同行して来日した。この回は珍しく、行き帰りおよび滞在中、大したことはなく恙無く済んでいる。 | 前回の倍以上となる総勢557人。霊亀2年（716年）8月に縣守が押使に任命され、翌霊亀3年（717年）3月に節刀を授けられている。よって出発は以降の日付となり、南路を選択したと推測されている。716年9月、阿倍安麻呂に代えて大伴山守が遣唐大使となる。717年10月1日長安に到着した。残留した留学生を除き、翌年の養老2年（718年）10月に使節の主だった者は全員無時に大宰府に帰還に成功した。同行して前回の留学僧であった道慈も帰国。同年12月に県守は朝廷に復命し、翌年正月10日に帰国した一同が唐で与えられた朝服で天皇に拝謁した。藤原馬養は唐滞在中に「宇合」と名を改めた。播磨弟兄は725年に、唐から持ち帰った甘子の種子の栽培に成功したとして昇進されている。前回に渡唐した弁正の子の秦朝元は、この回の帰路に同行して来日した。この回は珍しく、行き帰りおよび滞在中、大したことはなく恙無く済んでいる。 |
| 10   | 天平5年 （733年） | 天平6年 （734年） | 多治比広成（大使）・中臣名代（副使） | 平群広成（判官）・秦朝元（判官）・田口養年富（判官）・紀馬主（判官）・大伴古麻呂（留学生）・秦大麻呂（請益）・栄叡・普照 | 4 |
| 経緯 | 多治比広成は前回押使の縣守の弟。4隻の船で難波津を4月に発ち奄美（奄美大島）を経由して、往路は4隻無時で蘇州に到着し、734年4月に唐朝に拝謁した。唐生まれの秦朝元は、父親と玄宗皇帝との縁から皇帝の覚えが良く賞賜を与えられた。大伴古麻呂は帰国にあたって、唐人の陳延昌に託された大乗仏典を日本にもたらす。帰路、734年10月に同時に出航するも各船遭難し、第1船の多治比広成は11月に種子島に帰着し（吉備真備・玄昉帰国。羽栗吉麻呂・翼・翔親子も帰国）、3月に節刀を返上した。第2船の中臣名代は唐に流し戻され、735年3月に長安に戻された。唐の援助で船を修復し、11月に唐人・ペルシャ人らを連れて帰国し、736年8月には都に帰還している。栄叡と普照は日本にて正式な受戒を行ってくれる僧侶の招聘を目的としており、僧の道璿が栄叡・普照の要請により鑑真に先駆けて来日し、日本にて伝戒を行った。第3船の平群広成は難破して崑崙国（チャンパ王国、南ベトナム）に漂着し、現地勢力の襲撃を受けて100余名が4人となり、さらに抑留されるが脱出し唐に戻った。唐に滞在していた阿倍仲麻呂が仲介に奔走したことにより、唐から海路渤海国に入って帰国を目指した。天平11年（739年）5月、渤海大使胥要徳と共に渤海船2隻で日本海を渡るも、1隻が波にのまれて転覆し胥要徳ら40人が死亡。残った1隻は平群広成や渤海副使の将軍己珎蒙と共に7月出羽国へ到着し、10月27日に帰京した。第4船は行方不明。 | 多治比広成は前回押使の縣守の弟。4隻の船で難波津を4月に発ち奄美（奄美大島）を経由して、往路は4隻無時で蘇州に到着し、734年4月に唐朝に拝謁した。唐生まれの秦朝元は、父親と玄宗皇帝との縁から皇帝の覚えが良く賞賜を与えられた。大伴古麻呂は帰国にあたって、唐人の陳延昌に託された大乗仏典を日本にもたらす。帰路、734年10月に同時に出航するも各船遭難し、第1船の多治比広成は11月に種子島に帰着し（吉備真備・玄昉帰国。羽栗吉麻呂・翼・翔親子も帰国）、3月に節刀を返上した。第2船の中臣名代は唐に流し戻され、735年3月に長安に戻された。唐の援助で船を修復し、11月に唐人・ペルシャ人らを連れて帰国し、736年8月には都に帰還している。栄叡と普照は日本にて正式な受戒を行ってくれる僧侶の招聘を目的としており、僧の道璿が栄叡・普照の要請により鑑真に先駆けて来日し、日本にて伝戒を行った。第3船の平群広成は難破して崑崙国（チャンパ王国、南ベトナム）に漂着し、現地勢力の襲撃を受けて100余名が4人となり、さらに抑留されるが脱出し唐に戻った。唐に滞在していた阿倍仲麻呂が仲介に奔走したことにより、唐から海路渤海国に入って帰国を目指した。天平11年（739年）5月、渤海大使胥要徳と共に渤海船2隻で日本海を渡るも、1隻が波にのまれて転覆し胥要徳ら40人が死亡。残った1隻は平群広成や渤海副使の将軍己珎蒙と共に7月出羽国へ到着し、10月27日に帰京した。第4船は行方不明。 | 多治比広成は前回押使の縣守の弟。4隻の船で難波津を4月に発ち奄美（奄美大島）を経由して、往路は4隻無時で蘇州に到着し、734年4月に唐朝に拝謁した。唐生まれの秦朝元は、父親と玄宗皇帝との縁から皇帝の覚えが良く賞賜を与えられた。大伴古麻呂は帰国にあたって、唐人の陳延昌に託された大乗仏典を日本にもたらす。帰路、734年10月に同時に出航するも各船遭難し、第1船の多治比広成は11月に種子島に帰着し（吉備真備・玄昉帰国。羽栗吉麻呂・翼・翔親子も帰国）、3月に節刀を返上した。第2船の中臣名代は唐に流し戻され、735年3月に長安に戻された。唐の援助で船を修復し、11月に唐人・ペルシャ人らを連れて帰国し、736年8月には都に帰還している。栄叡と普照は日本にて正式な受戒を行ってくれる僧侶の招聘を目的としており、僧の道璿が栄叡・普照の要請により鑑真に先駆けて来日し、日本にて伝戒を行った。第3船の平群広成は難破して崑崙国（チャンパ王国、南ベトナム）に漂着し、現地勢力の襲撃を受けて100余名が4人となり、さらに抑留されるが脱出し唐に戻った。唐に滞在していた阿倍仲麻呂が仲介に奔走したことにより、唐から海路渤海国に入って帰国を目指した。天平11年（739年）5月、渤海大使胥要徳と共に渤海船2隻で日本海を渡るも、1隻が波にのまれて転覆し胥要徳ら40人が死亡。残った1隻は平群広成や渤海副使の将軍己珎蒙と共に7月出羽国へ到着し、10月27日に帰京した。第4船は行方不明。 | 多治比広成は前回押使の縣守の弟。4隻の船で難波津を4月に発ち奄美（奄美大島）を経由して、往路は4隻無時で蘇州に到着し、734年4月に唐朝に拝謁した。唐生まれの秦朝元は、父親と玄宗皇帝との縁から皇帝の覚えが良く賞賜を与えられた。大伴古麻呂は帰国にあたって、唐人の陳延昌に託された大乗仏典を日本にもたらす。帰路、734年10月に同時に出航するも各船遭難し、第1船の多治比広成は11月に種子島に帰着し（吉備真備・玄昉帰国。羽栗吉麻呂・翼・翔親子も帰国）、3月に節刀を返上した。第2船の中臣名代は唐に流し戻され、735年3月に長安に戻された。唐の援助で船を修復し、11月に唐人・ペルシャ人らを連れて帰国し、736年8月には都に帰還している。栄叡と普照は日本にて正式な受戒を行ってくれる僧侶の招聘を目的としており、僧の道璿が栄叡・普照の要請により鑑真に先駆けて来日し、日本にて伝戒を行った。第3船の平群広成は難破して崑崙国（チャンパ王国、南ベトナム）に漂着し、現地勢力の襲撃を受けて100余名が4人となり、さらに抑留されるが脱出し唐に戻った。唐に滞在していた阿倍仲麻呂が仲介に奔走したことにより、唐から海路渤海国に入って帰国を目指した。天平11年（739年）5月、渤海大使胥要徳と共に渤海船2隻で日本海を渡るも、1隻が波にのまれて転覆し胥要徳ら40人が死亡。残った1隻は平群広成や渤海副使の将軍己珎蒙と共に7月出羽国へ到着し、10月27日に帰京した。第4船は行方不明。 | 多治比広成は前回押使の縣守の弟。4隻の船で難波津を4月に発ち奄美（奄美大島）を経由して、往路は4隻無時で蘇州に到着し、734年4月に唐朝に拝謁した。唐生まれの秦朝元は、父親と玄宗皇帝との縁から皇帝の覚えが良く賞賜を与えられた。大伴古麻呂は帰国にあたって、唐人の陳延昌に託された大乗仏典を日本にもたらす。帰路、734年10月に同時に出航するも各船遭難し、第1船の多治比広成は11月に種子島に帰着し（吉備真備・玄昉帰国。羽栗吉麻呂・翼・翔親子も帰国）、3月に節刀を返上した。第2船の中臣名代は唐に流し戻され、735年3月に長安に戻された。唐の援助で船を修復し、11月に唐人・ペルシャ人らを連れて帰国し、736年8月には都に帰還している。栄叡と普照は日本にて正式な受戒を行ってくれる僧侶の招聘を目的としており、僧の道璿が栄叡・普照の要請により鑑真に先駆けて来日し、日本にて伝戒を行った。第3船の平群広成は難破して崑崙国（チャンパ王国、南ベトナム）に漂着し、現地勢力の襲撃を受けて100余名が4人となり、さらに抑留されるが脱出し唐に戻った。唐に滞在していた阿倍仲麻呂が仲介に奔走したことにより、唐から海路渤海国に入って帰国を目指した。天平11年（739年）5月、渤海大使胥要徳と共に渤海船2隻で日本海を渡るも、1隻が波にのまれて転覆し胥要徳ら40人が死亡。残った1隻は平群広成や渤海副使の将軍己珎蒙と共に7月出羽国へ到着し、10月27日に帰京した。第4船は行方不明。 |
| (11) | 天平18年 （746年） | - | 石上乙麻呂（大使） | | (中止) |
| 経緯 | 停止。緊張関係にあった新羅への牽制と、黄金の輸入を目的としたものと想像されている。一方で、石上乙麻呂は政治権力の策動に巻き込まれがちな人物でもあった。 | 停止。緊張関係にあった新羅への牽制と、黄金の輸入を目的としたものと想像されている。一方で、石上乙麻呂は政治権力の策動に巻き込まれがちな人物でもあった。 | 停止。緊張関係にあった新羅への牽制と、黄金の輸入を目的としたものと想像されている。一方で、石上乙麻呂は政治権力の策動に巻き込まれがちな人物でもあった。 | 停止。緊張関係にあった新羅への牽制と、黄金の輸入を目的としたものと想像されている。一方で、石上乙麻呂は政治権力の策動に巻き込まれがちな人物でもあった。 | 停止。緊張関係にあった新羅への牽制と、黄金の輸入を目的としたものと想像されている。一方で、石上乙麻呂は政治権力の策動に巻き込まれがちな人物でもあった。 |
| 12   | 天平勝宝4年 （752年） | 天平勝宝6年 （754年）\|藤原清河（大使）・吉備真備（副使）・大伴古麻呂（副使） | 高麗大山（遣唐判官）・大伴御笠（遣唐判官）・布勢人主（遣唐判官）・藤原刷雄（留学生）、膳大丘 | | 4 |
| 経緯 | 752年に唐に入り、長安で皇帝の玄宗に拝謁した。753年の正月に長安の大明宮にて玄宗臨御の、朝貢諸国の使節による朝賀に出席した。この朝賀の際当初、日本の席次は西畔（西側）第二席、第一席吐蕃の下であり、東畔第一席が新羅（二席大食国の上）であった。すなわち新羅より下位に置かれていたことから、大伴古麻呂は「長く新羅は日本に対して朝貢を行っていることから席順が義に適っていない」として抗議し、日本と新羅の席を交換させている。753年11月16日、4隻で帰路に就いた。この際にこれまで5回の来日失敗をしていた僧の鑑真が同行を志すが、唐当局によって鑑真の搭乗を禁止された。このため第1船の清河は鑑真を船から降ろすが、第2船の古麻呂が鑑真・法進を秘密裏に乗せた。また、在唐35年で唐の高官となっていた阿部仲麻呂が第1船にて帰国の途に就いた。第3船は11月20日に、第1・第2船は21日に沖縄本島に到達した。半月を島に停泊したのちの12月6日、南風を得た3隻は本土を目指し、まず種子島を目標としたが、藤原清河と阿倍仲麻呂らの第1船は出航直後に座礁し、その後暴風雨に遭い安南（現在のベトナム中部）に漂着した。現地民の襲撃に遭いほとんどが客死する中、清河と仲麻呂らは755年に長安に帰還し、その後は唐に仕えた。大伴古麻呂・鑑真、鑑真と同行した法進ら14人の僧侶・胡国人の如宝らを乗せた第2船は7日に屋久島に到達し、太宰府と連絡を取り18日に島を後にした。翌19日に嵐に逢い漂流したが、薩摩国坊津に漂着し、12月26日に太宰府に入った。吉備真備の第3船は屋久島までは第2船と同行し、同じく出航したが19日の嵐で漂流し、紀伊国太地に漂着した。この帰還に成功した船2隻は「播磨」「速鳥」の名を持ち、758年にこの2船に対して従五位下の位が与えられた。判官・布勢人主らの第4船は途上で船が火災に遭うも、舵取の川部酒麻呂の勇敢な行動もあり鎮火に成功し、754年4月になって薩摩国石籬浦（現在の鹿児島県揖宿郡頴娃町石垣）に漂着帰国した。鑑真が予定通り第1船に乗船していた場合、来日はまたも失敗に終わっていたはずである。また、前述の唐朝賀での席次争いに反発した新羅は、同年の日本からの遣新羅使であった小野田守と景徳王の面会を拒否したため、使節は帰国した。これにより朝廷内、特に実力者であった藤原仲麻呂の主導により、新羅征討計画が立てられた。 | 752年に唐に入り、長安で皇帝の玄宗に拝謁した。753年の正月に長安の大明宮にて玄宗臨御の、朝貢諸国の使節による朝賀に出席した。この朝賀の際当初、日本の席次は西畔（西側）第二席、第一席吐蕃の下であり、東畔第一席が新羅（二席大食国の上）であった。すなわち新羅より下位に置かれていたことから、大伴古麻呂は「長く新羅は日本に対して朝貢を行っていることから席順が義に適っていない」として抗議し、日本と新羅の席を交換させている。753年11月16日、4隻で帰路に就いた。この際にこれまで5回の来日失敗をしていた僧の鑑真が同行を志すが、唐当局によって鑑真の搭乗を禁止された。このため第1船の清河は鑑真を船から降ろすが、第2船の古麻呂が鑑真・法進を秘密裏に乗せた。また、在唐35年で唐の高官となっていた阿部仲麻呂が第1船にて帰国の途に就いた。第3船は11月20日に、第1・第2船は21日に沖縄本島に到達した。半月を島に停泊したのちの12月6日、南風を得た3隻は本土を目指し、まず種子島を目標としたが、藤原清河と阿倍仲麻呂らの第1船は出航直後に座礁し、その後暴風雨に遭い安南（現在のベトナム中部）に漂着した。現地民の襲撃に遭いほとんどが客死する中、清河と仲麻呂らは755年に長安に帰還し、その後は唐に仕えた。大伴古麻呂・鑑真、鑑真と同行した法進ら14人の僧侶・胡国人の如宝らを乗せた第2船は7日に屋久島に到達し、太宰府と連絡を取り18日に島を後にした。翌19日に嵐に逢い漂流したが、薩摩国坊津に漂着し、12月26日に太宰府に入った。吉備真備の第3船は屋久島までは第2船と同行し、同じく出航したが19日の嵐で漂流し、紀伊国太地に漂着した。この帰還に成功した船2隻は「播磨」「速鳥」の名を持ち、758年にこの2船に対して従五位下の位が与えられた。判官・布勢人主らの第4船は途上で船が火災に遭うも、舵取の川部酒麻呂の勇敢な行動もあり鎮火に成功し、754年4月になって薩摩国石籬浦（現在の鹿児島県揖宿郡頴娃町石垣）に漂着帰国した。鑑真が予定通り第1船に乗船していた場合、来日はまたも失敗に終わっていたはずである。また、前述の唐朝賀での席次争いに反発した新羅は、同年の日本からの遣新羅使であった小野田守と景徳王の面会を拒否したため、使節は帰国した。これにより朝廷内、特に実力者であった藤原仲麻呂の主導により、新羅征討計画が立てられた。 | 752年に唐に入り、長安で皇帝の玄宗に拝謁した。753年の正月に長安の大明宮にて玄宗臨御の、朝貢諸国の使節による朝賀に出席した。この朝賀の際当初、日本の席次は西畔（西側）第二席、第一席吐蕃の下であり、東畔第一席が新羅（二席大食国の上）であった。すなわち新羅より下位に置かれていたことから、大伴古麻呂は「長く新羅は日本に対して朝貢を行っていることから席順が義に適っていない」として抗議し、日本と新羅の席を交換させている。753年11月16日、4隻で帰路に就いた。この際にこれまで5回の来日失敗をしていた僧の鑑真が同行を志すが、唐当局によって鑑真の搭乗を禁止された。このため第1船の清河は鑑真を船から降ろすが、第2船の古麻呂が鑑真・法進を秘密裏に乗せた。また、在唐35年で唐の高官となっていた阿部仲麻呂が第1船にて帰国の途に就いた。第3船は11月20日に、第1・第2船は21日に沖縄本島に到達した。半月を島に停泊したのちの12月6日、南風を得た3隻は本土を目指し、まず種子島を目標としたが、藤原清河と阿倍仲麻呂らの第1船は出航直後に座礁し、その後暴風雨に遭い安南（現在のベトナム中部）に漂着した。現地民の襲撃に遭いほとんどが客死する中、清河と仲麻呂らは755年に長安に帰還し、その後は唐に仕えた。大伴古麻呂・鑑真、鑑真と同行した法進ら14人の僧侶・胡国人の如宝らを乗せた第2船は7日に屋久島に到達し、太宰府と連絡を取り18日に島を後にした。翌19日に嵐に逢い漂流したが、薩摩国坊津に漂着し、12月26日に太宰府に入った。吉備真備の第3船は屋久島までは第2船と同行し、同じく出航したが19日の嵐で漂流し、紀伊国太地に漂着した。この帰還に成功した船2隻は「播磨」「速鳥」の名を持ち、758年にこの2船に対して従五位下の位が与えられた。判官・布勢人主らの第4船は途上で船が火災に遭うも、舵取の川部酒麻呂の勇敢な行動もあり鎮火に成功し、754年4月になって薩摩国石籬浦（現在の鹿児島県揖宿郡頴娃町石垣）に漂着帰国した。鑑真が予定通り第1船に乗船していた場合、来日はまたも失敗に終わっていたはずである。また、前述の唐朝賀での席次争いに反発した新羅は、同年の日本からの遣新羅使であった小野田守と景徳王の面会を拒否したため、使節は帰国した。これにより朝廷内、特に実力者であった藤原仲麻呂の主導により、新羅征討計画が立てられた。 | 752年に唐に入り、長安で皇帝の玄宗に拝謁した。753年の正月に長安の大明宮にて玄宗臨御の、朝貢諸国の使節による朝賀に出席した。この朝賀の際当初、日本の席次は西畔（西側）第二席、第一席吐蕃の下であり、東畔第一席が新羅（二席大食国の上）であった。すなわち新羅より下位に置かれていたことから、大伴古麻呂は「長く新羅は日本に対して朝貢を行っていることから席順が義に適っていない」として抗議し、日本と新羅の席を交換させている。753年11月16日、4隻で帰路に就いた。この際にこれまで5回の来日失敗をしていた僧の鑑真が同行を志すが、唐当局によって鑑真の搭乗を禁止された。このため第1船の清河は鑑真を船から降ろすが、第2船の古麻呂が鑑真・法進を秘密裏に乗せた。また、在唐35年で唐の高官となっていた阿部仲麻呂が第1船にて帰国の途に就いた。第3船は11月20日に、第1・第2船は21日に沖縄本島に到達した。半月を島に停泊したのちの12月6日、南風を得た3隻は本土を目指し、まず種子島を目標としたが、藤原清河と阿倍仲麻呂らの第1船は出航直後に座礁し、その後暴風雨に遭い安南（現在のベトナム中部）に漂着した。現地民の襲撃に遭いほとんどが客死する中、清河と仲麻呂らは755年に長安に帰還し、その後は唐に仕えた。大伴古麻呂・鑑真、鑑真と同行した法進ら14人の僧侶・胡国人の如宝らを乗せた第2船は7日に屋久島に到達し、太宰府と連絡を取り18日に島を後にした。翌19日に嵐に逢い漂流したが、薩摩国坊津に漂着し、12月26日に太宰府に入った。吉備真備の第3船は屋久島までは第2船と同行し、同じく出航したが19日の嵐で漂流し、紀伊国太地に漂着した。この帰還に成功した船2隻は「播磨」「速鳥」の名を持ち、758年にこの2船に対して従五位下の位が与えられた。判官・布勢人主らの第4船は途上で船が火災に遭うも、舵取の川部酒麻呂の勇敢な行動もあり鎮火に成功し、754年4月になって薩摩国石籬浦（現在の鹿児島県揖宿郡頴娃町石垣）に漂着帰国した。鑑真が予定通り第1船に乗船していた場合、来日はまたも失敗に終わっていたはずである。また、前述の唐朝賀での席次争いに反発した新羅は、同年の日本からの遣新羅使であった小野田守と景徳王の面会を拒否したため、使節は帰国した。これにより朝廷内、特に実力者であった藤原仲麻呂の主導により、新羅征討計画が立てられた。 | 752年に唐に入り、長安で皇帝の玄宗に拝謁した。753年の正月に長安の大明宮にて玄宗臨御の、朝貢諸国の使節による朝賀に出席した。この朝賀の際当初、日本の席次は西畔（西側）第二席、第一席吐蕃の下であり、東畔第一席が新羅（二席大食国の上）であった。すなわち新羅より下位に置かれていたことから、大伴古麻呂は「長く新羅は日本に対して朝貢を行っていることから席順が義に適っていない」として抗議し、日本と新羅の席を交換させている。753年11月16日、4隻で帰路に就いた。この際にこれまで5回の来日失敗をしていた僧の鑑真が同行を志すが、唐当局によって鑑真の搭乗を禁止された。このため第1船の清河は鑑真を船から降ろすが、第2船の古麻呂が鑑真・法進を秘密裏に乗せた。また、在唐35年で唐の高官となっていた阿部仲麻呂が第1船にて帰国の途に就いた。第3船は11月20日に、第1・第2船は21日に沖縄本島に到達した。半月を島に停泊したのちの12月6日、南風を得た3隻は本土を目指し、まず種子島を目標としたが、藤原清河と阿倍仲麻呂らの第1船は出航直後に座礁し、その後暴風雨に遭い安南（現在のベトナム中部）に漂着した。現地民の襲撃に遭いほとんどが客死する中、清河と仲麻呂らは755年に長安に帰還し、その後は唐に仕えた。大伴古麻呂・鑑真、鑑真と同行した法進ら14人の僧侶・胡国人の如宝らを乗せた第2船は7日に屋久島に到達し、太宰府と連絡を取り18日に島を後にした。翌19日に嵐に逢い漂流したが、薩摩国坊津に漂着し、12月26日に太宰府に入った。吉備真備の第3船は屋久島までは第2船と同行し、同じく出航したが19日の嵐で漂流し、紀伊国太地に漂着した。この帰還に成功した船2隻は「播磨」「速鳥」の名を持ち、758年にこの2船に対して従五位下の位が与えられた。判官・布勢人主らの第4船は途上で船が火災に遭うも、舵取の川部酒麻呂の勇敢な行動もあり鎮火に成功し、754年4月になって薩摩国石籬浦（現在の鹿児島県揖宿郡頴娃町石垣）に漂着帰国した。鑑真が予定通り第1船に乗船していた場合、来日はまたも失敗に終わっていたはずである。また、前述の唐朝賀での席次争いに反発した新羅は、同年の日本からの遣新羅使であった小野田守と景徳王の面会を拒否したため、使節は帰国した。これにより朝廷内、特に実力者であった藤原仲麻呂の主導により、新羅征討計画が立てられた。 |
| 13   | 天平宝字3年 （759年） | 天平宝字5年 （761年） | 高元度（迎入唐大使）・内蔵全成（迎入唐使判官） | 羽栗翔（遣唐録事）、阿保人上（遣唐録事） | 1 |
| 経緯 | 藤原清河を”迎える”ために派遣された。そのため、通常の4分の1である遣唐使船1隻、総勢99名の小規模となった。安史の乱の混乱の影響を考え、渤海経由で入唐を図る。大使の高元度は高句麗王族系の渡来人。渤海使・揚承慶の帰国と共に渤海路より渡航。渤海に到着したが、乱の影響により唐に入る人数を大使の高元度や録事（通訳）の羽栗翔ら11人に減らすこととなり、残りの副使・内蔵全成ら80余人は引き返すこととなった。同年10月に渤海から渤海使の高南申・副使の高興福と共に帰国するも、暴風で遭難し対馬に漂着、12月に難波津に到着。高南申は清河が渤海に依頼していた上表文を携えていた。一方の高元度ら11人は渤海国の遣唐賀正使節の揚方慶と共に入唐するも、乱による混乱および政治的駆け引きなどのため清河の帰国・渡航を止められ、目的は果たせず。一行は中謁者（皇帝の側近）の謝時和と共に蘇州に向かい、帰路は南路を選択した。謝時和は蘇州刺史の李岵と協議して長さ8丈（24m）の船1隻を建造させ、9人の水手と30人をもって送使沈惟岳と共に蘇州から761年8月に出発、南路で大宰府に帰国。帰国に際し唐の皇帝・粛宗より、安史の乱で不足した武器類の（材料の）補充を日本側は求められているため、清河の身柄は交換条件にされた可能性がある。この唐の要請を受けて日本側は安芸国に上毛野広浜らを派遣し10月から4隻の船を建造すると共に、武器材料となる牛角の徴発と備蓄を始めている。さらに唐は兵器の見本として甲冑・刀・槍・矢などを与えているため、唐は軍事的連携を視野に入れていた可能性もある。この際に伝えられた新型の鎧「綿襖甲」は「唐国新様」と呼ばれ、翌年の762年正月から大量に生産することが命じられている。行路を渤海経由とした理由については、藤原仲麻呂が推進していた新羅征討計画を渤海国と連携して進める目的もあったとされる。『遣渤海使』項目も参照。なお、一行は録事で唐人と羽栗吉麻呂（第9回で入唐）のハーフで唐生まれである羽栗翔を清河の下へ残留させている。その後の羽栗翔の行方は不明だが、兄弟の羽栗翼もまた、この後の第16回遣唐使で入唐している。前回入唐した膳大丘はこの回の帰路に同行帰国した。膳は『金剛般若経』を持ち帰ったとされる。 | 藤原清河を”迎える”ために派遣された。そのため、通常の4分の1である遣唐使船1隻、総勢99名の小規模となった。安史の乱の混乱の影響を考え、渤海経由で入唐を図る。大使の高元度は高句麗王族系の渡来人。渤海使・揚承慶の帰国と共に渤海路より渡航。渤海に到着したが、乱の影響により唐に入る人数を大使の高元度や録事（通訳）の羽栗翔ら11人に減らすこととなり、残りの副使・内蔵全成ら80余人は引き返すこととなった。同年10月に渤海から渤海使の高南申・副使の高興福と共に帰国するも、暴風で遭難し対馬に漂着、12月に難波津に到着。高南申は清河が渤海に依頼していた上表文を携えていた。一方の高元度ら11人は渤海国の遣唐賀正使節の揚方慶と共に入唐するも、乱による混乱および政治的駆け引きなどのため清河の帰国・渡航を止められ、目的は果たせず。一行は中謁者（皇帝の側近）の謝時和と共に蘇州に向かい、帰路は南路を選択した。謝時和は蘇州刺史の李岵と協議して長さ8丈（24m）の船1隻を建造させ、9人の水手と30人をもって送使沈惟岳と共に蘇州から761年8月に出発、南路で大宰府に帰国。帰国に際し唐の皇帝・粛宗より、安史の乱で不足した武器類の（材料の）補充を日本側は求められているため、清河の身柄は交換条件にされた可能性がある。この唐の要請を受けて日本側は安芸国に上毛野広浜らを派遣し10月から4隻の船を建造すると共に、武器材料となる牛角の徴発と備蓄を始めている。さらに唐は兵器の見本として甲冑・刀・槍・矢などを与えているため、唐は軍事的連携を視野に入れていた可能性もある。この際に伝えられた新型の鎧「綿襖甲」は「唐国新様」と呼ばれ、翌年の762年正月から大量に生産することが命じられている。行路を渤海経由とした理由については、藤原仲麻呂が推進していた新羅征討計画を渤海国と連携して進める目的もあったとされる。『遣渤海使』項目も参照。なお、一行は録事で唐人と羽栗吉麻呂（第9回で入唐）のハーフで唐生まれである羽栗翔を清河の下へ残留させている。その後の羽栗翔の行方は不明だが、兄弟の羽栗翼もまた、この後の第16回遣唐使で入唐している。前回入唐した膳大丘はこの回の帰路に同行帰国した。膳は『金剛般若経』を持ち帰ったとされる。 | 藤原清河を”迎える”ために派遣された。そのため、通常の4分の1である遣唐使船1隻、総勢99名の小規模となった。安史の乱の混乱の影響を考え、渤海経由で入唐を図る。大使の高元度は高句麗王族系の渡来人。渤海使・揚承慶の帰国と共に渤海路より渡航。渤海に到着したが、乱の影響により唐に入る人数を大使の高元度や録事（通訳）の羽栗翔ら11人に減らすこととなり、残りの副使・内蔵全成ら80余人は引き返すこととなった。同年10月に渤海から渤海使の高南申・副使の高興福と共に帰国するも、暴風で遭難し対馬に漂着、12月に難波津に到着。高南申は清河が渤海に依頼していた上表文を携えていた。一方の高元度ら11人は渤海国の遣唐賀正使節の揚方慶と共に入唐するも、乱による混乱および政治的駆け引きなどのため清河の帰国・渡航を止められ、目的は果たせず。一行は中謁者（皇帝の側近）の謝時和と共に蘇州に向かい、帰路は南路を選択した。謝時和は蘇州刺史の李岵と協議して長さ8丈（24m）の船1隻を建造させ、9人の水手と30人をもって送使沈惟岳と共に蘇州から761年8月に出発、南路で大宰府に帰国。帰国に際し唐の皇帝・粛宗より、安史の乱で不足した武器類の（材料の）補充を日本側は求められているため、清河の身柄は交換条件にされた可能性がある。この唐の要請を受けて日本側は安芸国に上毛野広浜らを派遣し10月から4隻の船を建造すると共に、武器材料となる牛角の徴発と備蓄を始めている。さらに唐は兵器の見本として甲冑・刀・槍・矢などを与えているため、唐は軍事的連携を視野に入れていた可能性もある。この際に伝えられた新型の鎧「綿襖甲」は「唐国新様」と呼ばれ、翌年の762年正月から大量に生産することが命じられている。行路を渤海経由とした理由については、藤原仲麻呂が推進していた新羅征討計画を渤海国と連携して進める目的もあったとされる。『遣渤海使』項目も参照。なお、一行は録事で唐人と羽栗吉麻呂（第9回で入唐）のハーフで唐生まれである羽栗翔を清河の下へ残留させている。その後の羽栗翔の行方は不明だが、兄弟の羽栗翼もまた、この後の第16回遣唐使で入唐している。前回入唐した膳大丘はこの回の帰路に同行帰国した。膳は『金剛般若経』を持ち帰ったとされる。 | 藤原清河を”迎える”ために派遣された。そのため、通常の4分の1である遣唐使船1隻、総勢99名の小規模となった。安史の乱の混乱の影響を考え、渤海経由で入唐を図る。大使の高元度は高句麗王族系の渡来人。渤海使・揚承慶の帰国と共に渤海路より渡航。渤海に到着したが、乱の影響により唐に入る人数を大使の高元度や録事（通訳）の羽栗翔ら11人に減らすこととなり、残りの副使・内蔵全成ら80余人は引き返すこととなった。同年10月に渤海から渤海使の高南申・副使の高興福と共に帰国するも、暴風で遭難し対馬に漂着、12月に難波津に到着。高南申は清河が渤海に依頼していた上表文を携えていた。一方の高元度ら11人は渤海国の遣唐賀正使節の揚方慶と共に入唐するも、乱による混乱および政治的駆け引きなどのため清河の帰国・渡航を止められ、目的は果たせず。一行は中謁者（皇帝の側近）の謝時和と共に蘇州に向かい、帰路は南路を選択した。謝時和は蘇州刺史の李岵と協議して長さ8丈（24m）の船1隻を建造させ、9人の水手と30人をもって送使沈惟岳と共に蘇州から761年8月に出発、南路で大宰府に帰国。帰国に際し唐の皇帝・粛宗より、安史の乱で不足した武器類の（材料の）補充を日本側は求められているため、清河の身柄は交換条件にされた可能性がある。この唐の要請を受けて日本側は安芸国に上毛野広浜らを派遣し10月から4隻の船を建造すると共に、武器材料となる牛角の徴発と備蓄を始めている。さらに唐は兵器の見本として甲冑・刀・槍・矢などを与えているため、唐は軍事的連携を視野に入れていた可能性もある。この際に伝えられた新型の鎧「綿襖甲」は「唐国新様」と呼ばれ、翌年の762年正月から大量に生産することが命じられている。行路を渤海経由とした理由については、藤原仲麻呂が推進していた新羅征討計画を渤海国と連携して進める目的もあったとされる。『遣渤海使』項目も参照。なお、一行は録事で唐人と羽栗吉麻呂（第9回で入唐）のハーフで唐生まれである羽栗翔を清河の下へ残留させている。その後の羽栗翔の行方は不明だが、兄弟の羽栗翼もまた、この後の第16回遣唐使で入唐している。前回入唐した膳大丘はこの回の帰路に同行帰国した。膳は『金剛般若経』を持ち帰ったとされる。 | 藤原清河を”迎える”ために派遣された。そのため、通常の4分の1である遣唐使船1隻、総勢99名の小規模となった。安史の乱の混乱の影響を考え、渤海経由で入唐を図る。大使の高元度は高句麗王族系の渡来人。渤海使・揚承慶の帰国と共に渤海路より渡航。渤海に到着したが、乱の影響により唐に入る人数を大使の高元度や録事（通訳）の羽栗翔ら11人に減らすこととなり、残りの副使・内蔵全成ら80余人は引き返すこととなった。同年10月に渤海から渤海使の高南申・副使の高興福と共に帰国するも、暴風で遭難し対馬に漂着、12月に難波津に到着。高南申は清河が渤海に依頼していた上表文を携えていた。一方の高元度ら11人は渤海国の遣唐賀正使節の揚方慶と共に入唐するも、乱による混乱および政治的駆け引きなどのため清河の帰国・渡航を止められ、目的は果たせず。一行は中謁者（皇帝の側近）の謝時和と共に蘇州に向かい、帰路は南路を選択した。謝時和は蘇州刺史の李岵と協議して長さ8丈（24m）の船1隻を建造させ、9人の水手と30人をもって送使沈惟岳と共に蘇州から761年8月に出発、南路で大宰府に帰国。帰国に際し唐の皇帝・粛宗より、安史の乱で不足した武器類の（材料の）補充を日本側は求められているため、清河の身柄は交換条件にされた可能性がある。この唐の要請を受けて日本側は安芸国に上毛野広浜らを派遣し10月から4隻の船を建造すると共に、武器材料となる牛角の徴発と備蓄を始めている。さらに唐は兵器の見本として甲冑・刀・槍・矢などを与えているため、唐は軍事的連携を視野に入れていた可能性もある。この際に伝えられた新型の鎧「綿襖甲」は「唐国新様」と呼ばれ、翌年の762年正月から大量に生産することが命じられている。行路を渤海経由とした理由については、藤原仲麻呂が推進していた新羅征討計画を渤海国と連携して進める目的もあったとされる。『遣渤海使』項目も参照。なお、一行は録事で唐人と羽栗吉麻呂（第9回で入唐）のハーフで唐生まれである羽栗翔を清河の下へ残留させている。その後の羽栗翔の行方は不明だが、兄弟の羽栗翼もまた、この後の第16回遣唐使で入唐している。前回入唐した膳大丘はこの回の帰路に同行帰国した。膳は『金剛般若経』を持ち帰ったとされる。 |
| (14) | 天平宝字5年 （761年） | - | 仲石伴（大使）・藤原田麻呂（副使） | 中臣鷹主（遣唐判官） | 4 |
| 経緯 | 762年3月に遣唐副使が石上宅嗣から藤原田麻呂に交代。4月、予定されていた船4隻を安芸から回航する際に1隻が座礁、さらに1隻も破損したため使節の規模縮小を余儀なくされ、同時に正副大使の仲石伴・藤原田麻呂は解任。遣唐判官の中臣鷹主が遣唐大使に任ぜられた。以下、15回へ。 | 762年3月に遣唐副使が石上宅嗣から藤原田麻呂に交代。4月、予定されていた船4隻を安芸から回航する際に1隻が座礁、さらに1隻も破損したため使節の規模縮小を余儀なくされ、同時に正副大使の仲石伴・藤原田麻呂は解任。遣唐判官の中臣鷹主が遣唐大使に任ぜられた。以下、15回へ。 | 762年3月に遣唐副使が石上宅嗣から藤原田麻呂に交代。4月、予定されていた船4隻を安芸から回航する際に1隻が座礁、さらに1隻も破損したため使節の規模縮小を余儀なくされ、同時に正副大使の仲石伴・藤原田麻呂は解任。遣唐判官の中臣鷹主が遣唐大使に任ぜられた。以下、15回へ。 | 762年3月に遣唐副使が石上宅嗣から藤原田麻呂に交代。4月、予定されていた船4隻を安芸から回航する際に1隻が座礁、さらに1隻も破損したため使節の規模縮小を余儀なくされ、同時に正副大使の仲石伴・藤原田麻呂は解任。遣唐判官の中臣鷹主が遣唐大使に任ぜられた。以下、15回へ。 | 762年3月に遣唐副使が石上宅嗣から藤原田麻呂に交代。4月、予定されていた船4隻を安芸から回航する際に1隻が座礁、さらに1隻も破損したため使節の規模縮小を余儀なくされ、同時に正副大使の仲石伴・藤原田麻呂は解任。遣唐判官の中臣鷹主が遣唐大使に任ぜられた。以下、15回へ。 |
| (15) | 天平宝字6年 （762年） | - | 中臣鷹主（送唐客使）・藤原田麻呂（副使）・高麗広山（副使） | 中臣鷹主（送唐客使）・藤原田麻呂（副使）・高麗広山（副使） | 2 |
| 経緯 | 規模を縮小した上で、唐使沈惟岳を送らんとするも夏のうちは風浪に恵まれず、安史の乱の影響もあり渡海できないまま7月に正式に中止。翌年正月17日、渤海使の王新福が混乱する唐の情勢を伝え、これを鑑みた朝廷は沈惟岳をしばらく大宰府に留まらせるよう命令。大使らは都へ帰還を命じられる。その後、沈惟岳は日本に帰化し、姓と官位が与えられた。 | 規模を縮小した上で、唐使沈惟岳を送らんとするも夏のうちは風浪に恵まれず、安史の乱の影響もあり渡海できないまま7月に正式に中止。翌年正月17日、渤海使の王新福が混乱する唐の情勢を伝え、これを鑑みた朝廷は沈惟岳をしばらく大宰府に留まらせるよう命令。大使らは都へ帰還を命じられる。その後、沈惟岳は日本に帰化し、姓と官位が与えられた。 | 規模を縮小した上で、唐使沈惟岳を送らんとするも夏のうちは風浪に恵まれず、安史の乱の影響もあり渡海できないまま7月に正式に中止。翌年正月17日、渤海使の王新福が混乱する唐の情勢を伝え、これを鑑みた朝廷は沈惟岳をしばらく大宰府に留まらせるよう命令。大使らは都へ帰還を命じられる。その後、沈惟岳は日本に帰化し、姓と官位が与えられた。 | 規模を縮小した上で、唐使沈惟岳を送らんとするも夏のうちは風浪に恵まれず、安史の乱の影響もあり渡海できないまま7月に正式に中止。翌年正月17日、渤海使の王新福が混乱する唐の情勢を伝え、これを鑑みた朝廷は沈惟岳をしばらく大宰府に留まらせるよう命令。大使らは都へ帰還を命じられる。その後、沈惟岳は日本に帰化し、姓と官位が与えられた。 | 規模を縮小した上で、唐使沈惟岳を送らんとするも夏のうちは風浪に恵まれず、安史の乱の影響もあり渡海できないまま7月に正式に中止。翌年正月17日、渤海使の王新福が混乱する唐の情勢を伝え、これを鑑みた朝廷は沈惟岳をしばらく大宰府に留まらせるよう命令。大使らは都へ帰還を命じられる。その後、沈惟岳は日本に帰化し、姓と官位が与えられた。 |
| 16   | 宝亀8年 （777年） | 宝亀9年 （778年） | 佐伯今毛人（大使）・小野石根（持節副使・大使代行）・大神末足（副使） ／大伴益立（副使）・藤原鷹取（副使） | 海上三狩（遣唐判官）・大伴継人（遣唐判官）・小野滋野（遣唐判官）・下道長人（遣唐判官）・上毛野大川（遣唐録事）・韓国源 （遣唐録事）・羽栗翼（遣唐録事→准判官） | 4 |
| 経緯 | 安芸国で船4隻を建造。775年6月に任命された大使・佐伯今毛人らは776年4月に出航し肥前松浦まで到達するも、順風が吹かないことを理由に一旦博多に帰還した。8月、佐伯は来年夏への延期を奏上して許可され、11月に大宰府から都に帰還し節刀を返上。この間も遣唐副使の大伴益立や判官・海上三狩らは大宰府に留まり入唐の期を窺っており、人々は留まった副使らの姿勢を褒めた。同月遣唐録事となる。同年8月、羽栗翼、録事から准判官に昇格。しかし12月に大伴益立・藤原鷹取の両副使は更迭され、替わって副使に小野石根と大神末足が任命された。しかし翌777年4月、（同日に渤海からの使者が朝廷に参内している。この使者は行路に暴風に遭い、2/3以上の犠牲者を出している）都を出立した佐伯は直後に病と称し、難波津より先に行くことを拒否した。同年6月に副使であった小野石根が大使代行として、大使不在の弁明の書を携えて使節団は渡航した。光仁天皇から藤原清河に対しての帰朝の命令の書簡が出されるなど、藤原清河を迎える目的もあった使節だが、この年の5月頃に清河は既に死去していた。なお同年1月には阿倍仲麻呂も死去。6月24日に遣唐使一行は出航し、7月3日に揚州に到着。長安を目指すも、安禄山の乱による混乱から、長安行きの人数を40余人に制限される。翌778年1月に大使・副使・羽栗翼・小野滋野・上毛野大川・韓国源ら43名は長安着。3月に皇帝代宗へ拝謁し、4月に長安を離れて揚州に入り、9月に南路から順次帰国の途に就いた。第3船の判官小野滋野や唐送使（判官）の孫興進らは9月9日に出航、3日後に浅瀬に座礁し航行不能となった。どうにか修理して再浮上させ10月16日航海再開、23日に五島列島に到着。朝廷で唐での顛末を報告した。11月5日に第1船と第2船、同時に出航した。第2船は13日に薩摩国出水郡に到着。第1船は8日に嵐で遭難、船体は大破し破断した。小野石根、唐大使趙宝英らは死亡した。同船に乗っていた大伴継人や羽栗翼、藤原清河と唐人の間に生まれた娘の藤原喜娘ら40余名は2つに裂けた船の片方の残骸にしがみついて漂流した。生存者と二つの船体だったものは薩摩国甑島郡と肥前国天草郡西仲嶋（現在の鹿児島県出水郡長島）に漂着し、11月に平城京に入った。第4船の海上三狩らは楚州塩城県から出帆するが、耽羅島（済州島）に流れ着いてしまい島人に略奪され船を留置された。ここで録事・韓国源ら40余名は船ごと島からの脱出に成功し、同年11月に薩摩国甑島郡へ到着した。三狩はそのまま残されたが、のちに日本からの要請を受けて捜索していた新羅に発見される。翌779年2月に三狩らを迎えるために、元は遣唐判官の同僚であった大宰少監の下道長人が遣新羅使に任ぜられ、同年7月に下道に率いられて三狩は帰国した。大神末足らは779年3月に帰国した。羽栗翼は唐にて日本で採れた鉱物を鑑定してもらい、また、帰国後に『宝応五紀暦経』を朝廷に献上し、唐では当時日本で使用されていた大衍暦が既に廃止され、五紀暦が採用されていることを報告している。778年11月、唐使の慰問を、元副使の藤原鷹取が行っている。なお佐伯・大伴益立・藤原鷹取らは777年中から779年にかけて官界に復帰している。大使は遭難したものの、その後孫興進が使節代表となったが、唐使節の来日は高表仁以来、一世紀半ぶりのことであり、朝廷は対応に慌てた。 | 安芸国で船4隻を建造。775年6月に任命された大使・佐伯今毛人らは776年4月に出航し肥前松浦まで到達するも、順風が吹かないことを理由に一旦博多に帰還した。8月、佐伯は来年夏への延期を奏上して許可され、11月に大宰府から都に帰還し節刀を返上。この間も遣唐副使の大伴益立や判官・海上三狩らは大宰府に留まり入唐の期を窺っており、人々は留まった副使らの姿勢を褒めた。同月遣唐録事となる。同年8月、羽栗翼、録事から准判官に昇格。しかし12月に大伴益立・藤原鷹取の両副使は更迭され、替わって副使に小野石根と大神末足が任命された。しかし翌777年4月、（同日に渤海からの使者が朝廷に参内している。この使者は行路に暴風に遭い、2/3以上の犠牲者を出している）都を出立した佐伯は直後に病と称し、難波津より先に行くことを拒否した。同年6月に副使であった小野石根が大使代行として、大使不在の弁明の書を携えて使節団は渡航した。光仁天皇から藤原清河に対しての帰朝の命令の書簡が出されるなど、藤原清河を迎える目的もあった使節だが、この年の5月頃に清河は既に死去していた。なお同年1月には阿倍仲麻呂も死去。6月24日に遣唐使一行は出航し、7月3日に揚州に到着。長安を目指すも、安禄山の乱による混乱から、長安行きの人数を40余人に制限される。翌778年1月に大使・副使・羽栗翼・小野滋野・上毛野大川・韓国源ら43名は長安着。3月に皇帝代宗へ拝謁し、4月に長安を離れて揚州に入り、9月に南路から順次帰国の途に就いた。第3船の判官小野滋野や唐送使（判官）の孫興進らは9月9日に出航、3日後に浅瀬に座礁し航行不能となった。どうにか修理して再浮上させ10月16日航海再開、23日に五島列島に到着。朝廷で唐での顛末を報告した。11月5日に第1船と第2船、同時に出航した。第2船は13日に薩摩国出水郡に到着。第1船は8日に嵐で遭難、船体は大破し破断した。小野石根、唐大使趙宝英らは死亡した。同船に乗っていた大伴継人や羽栗翼、藤原清河と唐人の間に生まれた娘の藤原喜娘ら40余名は2つに裂けた船の片方の残骸にしがみついて漂流した。生存者と二つの船体だったものは薩摩国甑島郡と肥前国天草郡西仲嶋（現在の鹿児島県出水郡長島）に漂着し、11月に平城京に入った。第4船の海上三狩らは楚州塩城県から出帆するが、耽羅島（済州島）に流れ着いてしまい島人に略奪され船を留置された。ここで録事・韓国源ら40余名は船ごと島からの脱出に成功し、同年11月に薩摩国甑島郡へ到着した。三狩はそのまま残されたが、のちに日本からの要請を受けて捜索していた新羅に発見される。翌779年2月に三狩らを迎えるために、元は遣唐判官の同僚であった大宰少監の下道長人が遣新羅使に任ぜられ、同年7月に下道に率いられて三狩は帰国した。大神末足らは779年3月に帰国した。羽栗翼は唐にて日本で採れた鉱物を鑑定してもらい、また、帰国後に『宝応五紀暦経』を朝廷に献上し、唐では当時日本で使用されていた大衍暦が既に廃止され、五紀暦が採用されていることを報告している。778年11月、唐使の慰問を、元副使の藤原鷹取が行っている。なお佐伯・大伴益立・藤原鷹取らは777年中から779年にかけて官界に復帰している。大使は遭難したものの、その後孫興進が使節代表となったが、唐使節の来日は高表仁以来、一世紀半ぶりのことであり、朝廷は対応に慌てた。 | 安芸国で船4隻を建造。775年6月に任命された大使・佐伯今毛人らは776年4月に出航し肥前松浦まで到達するも、順風が吹かないことを理由に一旦博多に帰還した。8月、佐伯は来年夏への延期を奏上して許可され、11月に大宰府から都に帰還し節刀を返上。この間も遣唐副使の大伴益立や判官・海上三狩らは大宰府に留まり入唐の期を窺っており、人々は留まった副使らの姿勢を褒めた。同月遣唐録事となる。同年8月、羽栗翼、録事から准判官に昇格。しかし12月に大伴益立・藤原鷹取の両副使は更迭され、替わって副使に小野石根と大神末足が任命された。しかし翌777年4月、（同日に渤海からの使者が朝廷に参内している。この使者は行路に暴風に遭い、2/3以上の犠牲者を出している）都を出立した佐伯は直後に病と称し、難波津より先に行くことを拒否した。同年6月に副使であった小野石根が大使代行として、大使不在の弁明の書を携えて使節団は渡航した。光仁天皇から藤原清河に対しての帰朝の命令の書簡が出されるなど、藤原清河を迎える目的もあった使節だが、この年の5月頃に清河は既に死去していた。なお同年1月には阿倍仲麻呂も死去。6月24日に遣唐使一行は出航し、7月3日に揚州に到着。長安を目指すも、安禄山の乱による混乱から、長安行きの人数を40余人に制限される。翌778年1月に大使・副使・羽栗翼・小野滋野・上毛野大川・韓国源ら43名は長安着。3月に皇帝代宗へ拝謁し、4月に長安を離れて揚州に入り、9月に南路から順次帰国の途に就いた。第3船の判官小野滋野や唐送使（判官）の孫興進らは9月9日に出航、3日後に浅瀬に座礁し航行不能となった。どうにか修理して再浮上させ10月16日航海再開、23日に五島列島に到着。朝廷で唐での顛末を報告した。11月5日に第1船と第2船、同時に出航した。第2船は13日に薩摩国出水郡に到着。第1船は8日に嵐で遭難、船体は大破し破断した。小野石根、唐大使趙宝英らは死亡した。同船に乗っていた大伴継人や羽栗翼、藤原清河と唐人の間に生まれた娘の藤原喜娘ら40余名は2つに裂けた船の片方の残骸にしがみついて漂流した。生存者と二つの船体だったものは薩摩国甑島郡と肥前国天草郡西仲嶋（現在の鹿児島県出水郡長島）に漂着し、11月に平城京に入った。第4船の海上三狩らは楚州塩城県から出帆するが、耽羅島（済州島）に流れ着いてしまい島人に略奪され船を留置された。ここで録事・韓国源ら40余名は船ごと島からの脱出に成功し、同年11月に薩摩国甑島郡へ到着した。三狩はそのまま残されたが、のちに日本からの要請を受けて捜索していた新羅に発見される。翌779年2月に三狩らを迎えるために、元は遣唐判官の同僚であった大宰少監の下道長人が遣新羅使に任ぜられ、同年7月に下道に率いられて三狩は帰国した。大神末足らは779年3月に帰国した。羽栗翼は唐にて日本で採れた鉱物を鑑定してもらい、また、帰国後に『宝応五紀暦経』を朝廷に献上し、唐では当時日本で使用されていた大衍暦が既に廃止され、五紀暦が採用されていることを報告している。778年11月、唐使の慰問を、元副使の藤原鷹取が行っている。なお佐伯・大伴益立・藤原鷹取らは777年中から779年にかけて官界に復帰している。大使は遭難したものの、その後孫興進が使節代表となったが、唐使節の来日は高表仁以来、一世紀半ぶりのことであり、朝廷は対応に慌てた。 | 安芸国で船4隻を建造。775年6月に任命された大使・佐伯今毛人らは776年4月に出航し肥前松浦まで到達するも、順風が吹かないことを理由に一旦博多に帰還した。8月、佐伯は来年夏への延期を奏上して許可され、11月に大宰府から都に帰還し節刀を返上。この間も遣唐副使の大伴益立や判官・海上三狩らは大宰府に留まり入唐の期を窺っており、人々は留まった副使らの姿勢を褒めた。同月遣唐録事となる。同年8月、羽栗翼、録事から准判官に昇格。しかし12月に大伴益立・藤原鷹取の両副使は更迭され、替わって副使に小野石根と大神末足が任命された。しかし翌777年4月、（同日に渤海からの使者が朝廷に参内している。この使者は行路に暴風に遭い、2/3以上の犠牲者を出している）都を出立した佐伯は直後に病と称し、難波津より先に行くことを拒否した。同年6月に副使であった小野石根が大使代行として、大使不在の弁明の書を携えて使節団は渡航した。光仁天皇から藤原清河に対しての帰朝の命令の書簡が出されるなど、藤原清河を迎える目的もあった使節だが、この年の5月頃に清河は既に死去していた。なお同年1月には阿倍仲麻呂も死去。6月24日に遣唐使一行は出航し、7月3日に揚州に到着。長安を目指すも、安禄山の乱による混乱から、長安行きの人数を40余人に制限される。翌778年1月に大使・副使・羽栗翼・小野滋野・上毛野大川・韓国源ら43名は長安着。3月に皇帝代宗へ拝謁し、4月に長安を離れて揚州に入り、9月に南路から順次帰国の途に就いた。第3船の判官小野滋野や唐送使（判官）の孫興進らは9月9日に出航、3日後に浅瀬に座礁し航行不能となった。どうにか修理して再浮上させ10月16日航海再開、23日に五島列島に到着。朝廷で唐での顛末を報告した。11月5日に第1船と第2船、同時に出航した。第2船は13日に薩摩国出水郡に到着。第1船は8日に嵐で遭難、船体は大破し破断した。小野石根、唐大使趙宝英らは死亡した。同船に乗っていた大伴継人や羽栗翼、藤原清河と唐人の間に生まれた娘の藤原喜娘ら40余名は2つに裂けた船の片方の残骸にしがみついて漂流した。生存者と二つの船体だったものは薩摩国甑島郡と肥前国天草郡西仲嶋（現在の鹿児島県出水郡長島）に漂着し、11月に平城京に入った。第4船の海上三狩らは楚州塩城県から出帆するが、耽羅島（済州島）に流れ着いてしまい島人に略奪され船を留置された。ここで録事・韓国源ら40余名は船ごと島からの脱出に成功し、同年11月に薩摩国甑島郡へ到着した。三狩はそのまま残されたが、のちに日本からの要請を受けて捜索していた新羅に発見される。翌779年2月に三狩らを迎えるために、元は遣唐判官の同僚であった大宰少監の下道長人が遣新羅使に任ぜられ、同年7月に下道に率いられて三狩は帰国した。大神末足らは779年3月に帰国した。羽栗翼は唐にて日本で採れた鉱物を鑑定してもらい、また、帰国後に『宝応五紀暦経』を朝廷に献上し、唐では当時日本で使用されていた大衍暦が既に廃止され、五紀暦が採用されていることを報告している。778年11月、唐使の慰問を、元副使の藤原鷹取が行っている。なお佐伯・大伴益立・藤原鷹取らは777年中から779年にかけて官界に復帰している。大使は遭難したものの、その後孫興進が使節代表となったが、唐使節の来日は高表仁以来、一世紀半ぶりのことであり、朝廷は対応に慌てた。 | 安芸国で船4隻を建造。775年6月に任命された大使・佐伯今毛人らは776年4月に出航し肥前松浦まで到達するも、順風が吹かないことを理由に一旦博多に帰還した。8月、佐伯は来年夏への延期を奏上して許可され、11月に大宰府から都に帰還し節刀を返上。この間も遣唐副使の大伴益立や判官・海上三狩らは大宰府に留まり入唐の期を窺っており、人々は留まった副使らの姿勢を褒めた。同月遣唐録事となる。同年8月、羽栗翼、録事から准判官に昇格。しかし12月に大伴益立・藤原鷹取の両副使は更迭され、替わって副使に小野石根と大神末足が任命された。しかし翌777年4月、（同日に渤海からの使者が朝廷に参内している。この使者は行路に暴風に遭い、2/3以上の犠牲者を出している）都を出立した佐伯は直後に病と称し、難波津より先に行くことを拒否した。同年6月に副使であった小野石根が大使代行として、大使不在の弁明の書を携えて使節団は渡航した。光仁天皇から藤原清河に対しての帰朝の命令の書簡が出されるなど、藤原清河を迎える目的もあった使節だが、この年の5月頃に清河は既に死去していた。なお同年1月には阿倍仲麻呂も死去。6月24日に遣唐使一行は出航し、7月3日に揚州に到着。長安を目指すも、安禄山の乱による混乱から、長安行きの人数を40余人に制限される。翌778年1月に大使・副使・羽栗翼・小野滋野・上毛野大川・韓国源ら43名は長安着。3月に皇帝代宗へ拝謁し、4月に長安を離れて揚州に入り、9月に南路から順次帰国の途に就いた。第3船の判官小野滋野や唐送使（判官）の孫興進らは9月9日に出航、3日後に浅瀬に座礁し航行不能となった。どうにか修理して再浮上させ10月16日航海再開、23日に五島列島に到着。朝廷で唐での顛末を報告した。11月5日に第1船と第2船、同時に出航した。第2船は13日に薩摩国出水郡に到着。第1船は8日に嵐で遭難、船体は大破し破断した。小野石根、唐大使趙宝英らは死亡した。同船に乗っていた大伴継人や羽栗翼、藤原清河と唐人の間に生まれた娘の藤原喜娘ら40余名は2つに裂けた船の片方の残骸にしがみついて漂流した。生存者と二つの船体だったものは薩摩国甑島郡と肥前国天草郡西仲嶋（現在の鹿児島県出水郡長島）に漂着し、11月に平城京に入った。第4船の海上三狩らは楚州塩城県から出帆するが、耽羅島（済州島）に流れ着いてしまい島人に略奪され船を留置された。ここで録事・韓国源ら40余名は船ごと島からの脱出に成功し、同年11月に薩摩国甑島郡へ到着した。三狩はそのまま残されたが、のちに日本からの要請を受けて捜索していた新羅に発見される。翌779年2月に三狩らを迎えるために、元は遣唐判官の同僚であった大宰少監の下道長人が遣新羅使に任ぜられ、同年7月に下道に率いられて三狩は帰国した。大神末足らは779年3月に帰国した。羽栗翼は唐にて日本で採れた鉱物を鑑定してもらい、また、帰国後に『宝応五紀暦経』を朝廷に献上し、唐では当時日本で使用されていた大衍暦が既に廃止され、五紀暦が採用されていることを報告している。778年11月、唐使の慰問を、元副使の藤原鷹取が行っている。なお佐伯・大伴益立・藤原鷹取らは777年中から779年にかけて官界に復帰している。大使は遭難したものの、その後孫興進が使節代表となったが、唐使節の来日は高表仁以来、一世紀半ぶりのことであり、朝廷は対応に慌てた。 |
| 17   | 宝亀10年 （779年） | 天応元年 （781年）6月 | 布勢清直（送唐客使） | 甘南備清野（判官）・多治比浜成（判官） | 2 |
| 経緯 | 唐使孫興進らを送る。船二艘を安芸国で建造。 | 唐使孫興進らを送る。船二艘を安芸国で建造。 | 唐使孫興進らを送る。船二艘を安芸国で建造。 | 唐使孫興進らを送る。船二艘を安芸国で建造。 | 唐使孫興進らを送る。船二艘を安芸国で建造。 |
| 18   | 延暦23年 （804年） | 延暦24年 （805年）7月 | 藤原葛野麻呂（大使）・石川道益（副使） | 空海（留学僧）・最澄（請益僧）・義真（最澄の弟子。訳語）・橘逸勢（留学生）・霊仙・大伴雄堅魚（碁師）・菅原清公（遣唐判官）・三棟今嗣（遣唐判官）・高階遠成（遣唐判官）・上毛野穎人（録事）・朝野鹿取（准録事）・粟田飽田麻呂（留学生） | 4 |
| 経緯 | 803年に出発するがすぐに船が損傷し航行不能となる。翌804年7月に再度出発した。往途、第3船、肥前松浦郡で座礁遭難。第4船も遭難し、大使と空海らの第1船、副使石川道益と菅原清公・最澄らの第2船のみが中国に到達した。不明となった第3船と第4船を捜索するために、当時の風向きなどを考慮して大伴峰麻呂が遣新羅使として派遣されている。第3船の三棟今嗣らは船を放棄・脱出して大宰府まで帰り着いた。放棄された船は805年7月22日に能登国珠洲に漂着し、三棟今嗣は処罰された。第4船も遭難したが、高階遠成らが生還した。大使藤原葛野麻呂の第1船は8月10日に福州の海岸に漂着したが、現地で役人に海賊の疑いをかけられ、役人らの連絡待ちの間の50日間待機させられた。このとき葛野麻呂が福州の長官へ嘆願書を書いたが、これが悪文悪筆であったため却って嫌疑を招いてしまったため、代わりに一行中でも全く無名の留学僧だった空海（のちの三筆）が嘆願書を代筆し、これにより嫌疑が晴れた。またこの時に空海は個人での長安入京留学の嘆願書も提出し、「20年」の予定であると記述している。一行は同年11月3日に長安入りを許され、12月23日に長安入りし、徳宗への謁見を果たす。一方、菅原清公や最澄が乗った第2船は9月1日に明州に到着したが、第2船に乗船していた副使の石川道益は、病に伏し唐で没した。最澄・義真らは天台山へ向かうために別れ、長安へ向かった一行は第1船の人員と合流し、805年1月の徳宗の崩御と順宗の即位式に遭遇した。一行は第1船・第2船に分乗し、同年5月18日に明州から帰国の途に就き、6月5日対馬を経由して7月に帰国した。同期の遣唐使ではあるが、この頃既に名声のあった最澄と一介の留学僧の空海は、この時点で面識はほぼ無く、唐でも目的を別にして全く別行動を取っている。いわゆる短期留学生の最澄は大使らと共に帰国した。また、留学生の橘逸勢は語学が苦手だったようであり、現地での言葉の壁による学習の障害を嘆いている。このため逸勢は話し言葉の疎通をあまり必要としない琴と書を熱心に学び、帰国後それぞれの道の第一人者となった（のちの三筆）。霊仙は45歳で入唐し、のちに「三蔵法師」の称号を与えられた。一方でその秘伝を守る目的で帰国を禁じられ、のち唐で客死した。大伴雄堅魚は当時19歳で、唐で皇帝が選んだ碁の名人の顧師言と対戦した、とする話が伝わる。菅原清公はのちに「男子の名前は漢字で訓読みで二文字か訓読みで一字、女子の名前は「○子」とする」といった、漢風の名前の使用について奏上を行い、これが日本に定着した。 | 803年に出発するがすぐに船が損傷し航行不能となる。翌804年7月に再度出発した。往途、第3船、肥前松浦郡で座礁遭難。第4船も遭難し、大使と空海らの第1船、副使石川道益と菅原清公・最澄らの第2船のみが中国に到達した。不明となった第3船と第4船を捜索するために、当時の風向きなどを考慮して大伴峰麻呂が遣新羅使として派遣されている。第3船の三棟今嗣らは船を放棄・脱出して大宰府まで帰り着いた。放棄された船は805年7月22日に能登国珠洲に漂着し、三棟今嗣は処罰された。第4船も遭難したが、高階遠成らが生還した。大使藤原葛野麻呂の第1船は8月10日に福州の海岸に漂着したが、現地で役人に海賊の疑いをかけられ、役人らの連絡待ちの間の50日間待機させられた。このとき葛野麻呂が福州の長官へ嘆願書を書いたが、これが悪文悪筆であったため却って嫌疑を招いてしまったため、代わりに一行中でも全く無名の留学僧だった空海（のちの三筆）が嘆願書を代筆し、これにより嫌疑が晴れた。またこの時に空海は個人での長安入京留学の嘆願書も提出し、「20年」の予定であると記述している。一行は同年11月3日に長安入りを許され、12月23日に長安入りし、徳宗への謁見を果たす。一方、菅原清公や最澄が乗った第2船は9月1日に明州に到着したが、第2船に乗船していた副使の石川道益は、病に伏し唐で没した。最澄・義真らは天台山へ向かうために別れ、長安へ向かった一行は第1船の人員と合流し、805年1月の徳宗の崩御と順宗の即位式に遭遇した。一行は第1船・第2船に分乗し、同年5月18日に明州から帰国の途に就き、6月5日対馬を経由して7月に帰国した。同期の遣唐使ではあるが、この頃既に名声のあった最澄と一介の留学僧の空海は、この時点で面識はほぼ無く、唐でも目的を別にして全く別行動を取っている。いわゆる短期留学生の最澄は大使らと共に帰国した。また、留学生の橘逸勢は語学が苦手だったようであり、現地での言葉の壁による学習の障害を嘆いている。このため逸勢は話し言葉の疎通をあまり必要としない琴と書を熱心に学び、帰国後それぞれの道の第一人者となった（のちの三筆）。霊仙は45歳で入唐し、のちに「三蔵法師」の称号を与えられた。一方でその秘伝を守る目的で帰国を禁じられ、のち唐で客死した。大伴雄堅魚は当時19歳で、唐で皇帝が選んだ碁の名人の顧師言と対戦した、とする話が伝わる。菅原清公はのちに「男子の名前は漢字で訓読みで二文字か訓読みで一字、女子の名前は「○子」とする」といった、漢風の名前の使用について奏上を行い、これが日本に定着した。 | 803年に出発するがすぐに船が損傷し航行不能となる。翌804年7月に再度出発した。往途、第3船、肥前松浦郡で座礁遭難。第4船も遭難し、大使と空海らの第1船、副使石川道益と菅原清公・最澄らの第2船のみが中国に到達した。不明となった第3船と第4船を捜索するために、当時の風向きなどを考慮して大伴峰麻呂が遣新羅使として派遣されている。第3船の三棟今嗣らは船を放棄・脱出して大宰府まで帰り着いた。放棄された船は805年7月22日に能登国珠洲に漂着し、三棟今嗣は処罰された。第4船も遭難したが、高階遠成らが生還した。大使藤原葛野麻呂の第1船は8月10日に福州の海岸に漂着したが、現地で役人に海賊の疑いをかけられ、役人らの連絡待ちの間の50日間待機させられた。このとき葛野麻呂が福州の長官へ嘆願書を書いたが、これが悪文悪筆であったため却って嫌疑を招いてしまったため、代わりに一行中でも全く無名の留学僧だった空海（のちの三筆）が嘆願書を代筆し、これにより嫌疑が晴れた。またこの時に空海は個人での長安入京留学の嘆願書も提出し、「20年」の予定であると記述している。一行は同年11月3日に長安入りを許され、12月23日に長安入りし、徳宗への謁見を果たす。一方、菅原清公や最澄が乗った第2船は9月1日に明州に到着したが、第2船に乗船していた副使の石川道益は、病に伏し唐で没した。最澄・義真らは天台山へ向かうために別れ、長安へ向かった一行は第1船の人員と合流し、805年1月の徳宗の崩御と順宗の即位式に遭遇した。一行は第1船・第2船に分乗し、同年5月18日に明州から帰国の途に就き、6月5日対馬を経由して7月に帰国した。同期の遣唐使ではあるが、この頃既に名声のあった最澄と一介の留学僧の空海は、この時点で面識はほぼ無く、唐でも目的を別にして全く別行動を取っている。いわゆる短期留学生の最澄は大使らと共に帰国した。また、留学生の橘逸勢は語学が苦手だったようであり、現地での言葉の壁による学習の障害を嘆いている。このため逸勢は話し言葉の疎通をあまり必要としない琴と書を熱心に学び、帰国後それぞれの道の第一人者となった（のちの三筆）。霊仙は45歳で入唐し、のちに「三蔵法師」の称号を与えられた。一方でその秘伝を守る目的で帰国を禁じられ、のち唐で客死した。大伴雄堅魚は当時19歳で、唐で皇帝が選んだ碁の名人の顧師言と対戦した、とする話が伝わる。菅原清公はのちに「男子の名前は漢字で訓読みで二文字か訓読みで一字、女子の名前は「○子」とする」といった、漢風の名前の使用について奏上を行い、これが日本に定着した。 | 803年に出発するがすぐに船が損傷し航行不能となる。翌804年7月に再度出発した。往途、第3船、肥前松浦郡で座礁遭難。第4船も遭難し、大使と空海らの第1船、副使石川道益と菅原清公・最澄らの第2船のみが中国に到達した。不明となった第3船と第4船を捜索するために、当時の風向きなどを考慮して大伴峰麻呂が遣新羅使として派遣されている。第3船の三棟今嗣らは船を放棄・脱出して大宰府まで帰り着いた。放棄された船は805年7月22日に能登国珠洲に漂着し、三棟今嗣は処罰された。第4船も遭難したが、高階遠成らが生還した。大使藤原葛野麻呂の第1船は8月10日に福州の海岸に漂着したが、現地で役人に海賊の疑いをかけられ、役人らの連絡待ちの間の50日間待機させられた。このとき葛野麻呂が福州の長官へ嘆願書を書いたが、これが悪文悪筆であったため却って嫌疑を招いてしまったため、代わりに一行中でも全く無名の留学僧だった空海（のちの三筆）が嘆願書を代筆し、これにより嫌疑が晴れた。またこの時に空海は個人での長安入京留学の嘆願書も提出し、「20年」の予定であると記述している。一行は同年11月3日に長安入りを許され、12月23日に長安入りし、徳宗への謁見を果たす。一方、菅原清公や最澄が乗った第2船は9月1日に明州に到着したが、第2船に乗船していた副使の石川道益は、病に伏し唐で没した。最澄・義真らは天台山へ向かうために別れ、長安へ向かった一行は第1船の人員と合流し、805年1月の徳宗の崩御と順宗の即位式に遭遇した。一行は第1船・第2船に分乗し、同年5月18日に明州から帰国の途に就き、6月5日対馬を経由して7月に帰国した。同期の遣唐使ではあるが、この頃既に名声のあった最澄と一介の留学僧の空海は、この時点で面識はほぼ無く、唐でも目的を別にして全く別行動を取っている。いわゆる短期留学生の最澄は大使らと共に帰国した。また、留学生の橘逸勢は語学が苦手だったようであり、現地での言葉の壁による学習の障害を嘆いている。このため逸勢は話し言葉の疎通をあまり必要としない琴と書を熱心に学び、帰国後それぞれの道の第一人者となった（のちの三筆）。霊仙は45歳で入唐し、のちに「三蔵法師」の称号を与えられた。一方でその秘伝を守る目的で帰国を禁じられ、のち唐で客死した。大伴雄堅魚は当時19歳で、唐で皇帝が選んだ碁の名人の顧師言と対戦した、とする話が伝わる。菅原清公はのちに「男子の名前は漢字で訓読みで二文字か訓読みで一字、女子の名前は「○子」とする」といった、漢風の名前の使用について奏上を行い、これが日本に定着した。 | 803年に出発するがすぐに船が損傷し航行不能となる。翌804年7月に再度出発した。往途、第3船、肥前松浦郡で座礁遭難。第4船も遭難し、大使と空海らの第1船、副使石川道益と菅原清公・最澄らの第2船のみが中国に到達した。不明となった第3船と第4船を捜索するために、当時の風向きなどを考慮して大伴峰麻呂が遣新羅使として派遣されている。第3船の三棟今嗣らは船を放棄・脱出して大宰府まで帰り着いた。放棄された船は805年7月22日に能登国珠洲に漂着し、三棟今嗣は処罰された。第4船も遭難したが、高階遠成らが生還した。大使藤原葛野麻呂の第1船は8月10日に福州の海岸に漂着したが、現地で役人に海賊の疑いをかけられ、役人らの連絡待ちの間の50日間待機させられた。このとき葛野麻呂が福州の長官へ嘆願書を書いたが、これが悪文悪筆であったため却って嫌疑を招いてしまったため、代わりに一行中でも全く無名の留学僧だった空海（のちの三筆）が嘆願書を代筆し、これにより嫌疑が晴れた。またこの時に空海は個人での長安入京留学の嘆願書も提出し、「20年」の予定であると記述している。一行は同年11月3日に長安入りを許され、12月23日に長安入りし、徳宗への謁見を果たす。一方、菅原清公や最澄が乗った第2船は9月1日に明州に到着したが、第2船に乗船していた副使の石川道益は、病に伏し唐で没した。最澄・義真らは天台山へ向かうために別れ、長安へ向かった一行は第1船の人員と合流し、805年1月の徳宗の崩御と順宗の即位式に遭遇した。一行は第1船・第2船に分乗し、同年5月18日に明州から帰国の途に就き、6月5日対馬を経由して7月に帰国した。同期の遣唐使ではあるが、この頃既に名声のあった最澄と一介の留学僧の空海は、この時点で面識はほぼ無く、唐でも目的を別にして全く別行動を取っている。いわゆる短期留学生の最澄は大使らと共に帰国した。また、留学生の橘逸勢は語学が苦手だったようであり、現地での言葉の壁による学習の障害を嘆いている。このため逸勢は話し言葉の疎通をあまり必要としない琴と書を熱心に学び、帰国後それぞれの道の第一人者となった（のちの三筆）。霊仙は45歳で入唐し、のちに「三蔵法師」の称号を与えられた。一方でその秘伝を守る目的で帰国を禁じられ、のち唐で客死した。大伴雄堅魚は当時19歳で、唐で皇帝が選んだ碁の名人の顧師言と対戦した、とする話が伝わる。菅原清公はのちに「男子の名前は漢字で訓読みで二文字か訓読みで一字、女子の名前は「○子」とする」といった、漢風の名前の使用について奏上を行い、これが日本に定着した。 |
| (18) | 延暦24年 （805年） | 元和元年 （806年） | 高階遠成（遣唐使判官） | | 2? |
| 経緯 | 藤原葛野麻呂らの帰国直後に急遽任命され出発した。前回行けなかった第3船・第4船が改めて（遅れて）派遣されたと考えることができる。その他にも「第4船は遅れながらちゃんと唐に到達した」「一旦帰航後、改めて1隻だけ派遣された」など諸説・諸解釈があることに留意したい。またこの使節派遣は、順宗即位の賀を述べる使節と考えることもできる。高階遠成は在唐中の806年に唐朝より中大夫・試太子允の官を与えられた。帰路は遣唐留学生の橘逸勢や留学僧の空海らを伴って8月に明州を出発した。暴風雨に遭遇したため五島列島福江島に停泊したが、806年10月に大宰府に到着し、12月に朝廷に復命した。この12月、高階遠成は突然遣唐使に任命されて休む暇もなく出発した心中を哀れまれて、特別に正六位上から二階昇進して従五位上に叙せられた。高階は唐朝で官職を与えられていたため、それに合わせて本朝の官位も昇進させねばならない事情があり、加えて、遣唐使の任を全うして帰国に成功した官吏はおよそ大きく昇進するのが通例であった。一方、（長期）留学僧として20年の留学予定であったはずが、僅か2年で「留学の滞在費がなくなったこと」を表向きの理由として高階遠成を通じて帰国を唐朝に上奏し許可を得て、しかし経典や曼荼羅など多数の文物を収集して帰国した空海に対して、朝廷は対応に困ったのか大同4年（809年）まで入京を許可しなかった。このため空海は入京許可が下りるまで、大宰府の観世音寺に数年滞在した。 | 藤原葛野麻呂らの帰国直後に急遽任命され出発した。前回行けなかった第3船・第4船が改めて（遅れて）派遣されたと考えることができる。その他にも「第4船は遅れながらちゃんと唐に到達した」「一旦帰航後、改めて1隻だけ派遣された」など諸説・諸解釈があることに留意したい。またこの使節派遣は、順宗即位の賀を述べる使節と考えることもできる。高階遠成は在唐中の806年に唐朝より中大夫・試太子允の官を与えられた。帰路は遣唐留学生の橘逸勢や留学僧の空海らを伴って8月に明州を出発した。暴風雨に遭遇したため五島列島福江島に停泊したが、806年10月に大宰府に到着し、12月に朝廷に復命した。この12月、高階遠成は突然遣唐使に任命されて休む暇もなく出発した心中を哀れまれて、特別に正六位上から二階昇進して従五位上に叙せられた。高階は唐朝で官職を与えられていたため、それに合わせて本朝の官位も昇進させねばならない事情があり、加えて、遣唐使の任を全うして帰国に成功した官吏はおよそ大きく昇進するのが通例であった。一方、（長期）留学僧として20年の留学予定であったはずが、僅か2年で「留学の滞在費がなくなったこと」を表向きの理由として高階遠成を通じて帰国を唐朝に上奏し許可を得て、しかし経典や曼荼羅など多数の文物を収集して帰国した空海に対して、朝廷は対応に困ったのか大同4年（809年）まで入京を許可しなかった。このため空海は入京許可が下りるまで、大宰府の観世音寺に数年滞在した。 | 藤原葛野麻呂らの帰国直後に急遽任命され出発した。前回行けなかった第3船・第4船が改めて（遅れて）派遣されたと考えることができる。その他にも「第4船は遅れながらちゃんと唐に到達した」「一旦帰航後、改めて1隻だけ派遣された」など諸説・諸解釈があることに留意したい。またこの使節派遣は、順宗即位の賀を述べる使節と考えることもできる。高階遠成は在唐中の806年に唐朝より中大夫・試太子允の官を与えられた。帰路は遣唐留学生の橘逸勢や留学僧の空海らを伴って8月に明州を出発した。暴風雨に遭遇したため五島列島福江島に停泊したが、806年10月に大宰府に到着し、12月に朝廷に復命した。この12月、高階遠成は突然遣唐使に任命されて休む暇もなく出発した心中を哀れまれて、特別に正六位上から二階昇進して従五位上に叙せられた。高階は唐朝で官職を与えられていたため、それに合わせて本朝の官位も昇進させねばならない事情があり、加えて、遣唐使の任を全うして帰国に成功した官吏はおよそ大きく昇進するのが通例であった。一方、（長期）留学僧として20年の留学予定であったはずが、僅か2年で「留学の滞在費がなくなったこと」を表向きの理由として高階遠成を通じて帰国を唐朝に上奏し許可を得て、しかし経典や曼荼羅など多数の文物を収集して帰国した空海に対して、朝廷は対応に困ったのか大同4年（809年）まで入京を許可しなかった。このため空海は入京許可が下りるまで、大宰府の観世音寺に数年滞在した。 | 藤原葛野麻呂らの帰国直後に急遽任命され出発した。前回行けなかった第3船・第4船が改めて（遅れて）派遣されたと考えることができる。その他にも「第4船は遅れながらちゃんと唐に到達した」「一旦帰航後、改めて1隻だけ派遣された」など諸説・諸解釈があることに留意したい。またこの使節派遣は、順宗即位の賀を述べる使節と考えることもできる。高階遠成は在唐中の806年に唐朝より中大夫・試太子允の官を与えられた。帰路は遣唐留学生の橘逸勢や留学僧の空海らを伴って8月に明州を出発した。暴風雨に遭遇したため五島列島福江島に停泊したが、806年10月に大宰府に到着し、12月に朝廷に復命した。この12月、高階遠成は突然遣唐使に任命されて休む暇もなく出発した心中を哀れまれて、特別に正六位上から二階昇進して従五位上に叙せられた。高階は唐朝で官職を与えられていたため、それに合わせて本朝の官位も昇進させねばならない事情があり、加えて、遣唐使の任を全うして帰国に成功した官吏はおよそ大きく昇進するのが通例であった。一方、（長期）留学僧として20年の留学予定であったはずが、僅か2年で「留学の滞在費がなくなったこと」を表向きの理由として高階遠成を通じて帰国を唐朝に上奏し許可を得て、しかし経典や曼荼羅など多数の文物を収集して帰国した空海に対して、朝廷は対応に困ったのか大同4年（809年）まで入京を許可しなかった。このため空海は入京許可が下りるまで、大宰府の観世音寺に数年滞在した。 | 藤原葛野麻呂らの帰国直後に急遽任命され出発した。前回行けなかった第3船・第4船が改めて（遅れて）派遣されたと考えることができる。その他にも「第4船は遅れながらちゃんと唐に到達した」「一旦帰航後、改めて1隻だけ派遣された」など諸説・諸解釈があることに留意したい。またこの使節派遣は、順宗即位の賀を述べる使節と考えることもできる。高階遠成は在唐中の806年に唐朝より中大夫・試太子允の官を与えられた。帰路は遣唐留学生の橘逸勢や留学僧の空海らを伴って8月に明州を出発した。暴風雨に遭遇したため五島列島福江島に停泊したが、806年10月に大宰府に到着し、12月に朝廷に復命した。この12月、高階遠成は突然遣唐使に任命されて休む暇もなく出発した心中を哀れまれて、特別に正六位上から二階昇進して従五位上に叙せられた。高階は唐朝で官職を与えられていたため、それに合わせて本朝の官位も昇進させねばならない事情があり、加えて、遣唐使の任を全うして帰国に成功した官吏はおよそ大きく昇進するのが通例であった。一方、（長期）留学僧として20年の留学予定であったはずが、僅か2年で「留学の滞在費がなくなったこと」を表向きの理由として高階遠成を通じて帰国を唐朝に上奏し許可を得て、しかし経典や曼荼羅など多数の文物を収集して帰国した空海に対して、朝廷は対応に困ったのか大同4年（809年）まで入京を許可しなかった。このため空海は入京許可が下りるまで、大宰府の観世音寺に数年滞在した。 |
| 19   | 承和5年 （838年） | 承和6年 （839年） | 藤原常嗣（大使） ／小野篁（副使） | 藤原豊並（判官・第二船）・丹墀文雄（多治比文雄）（判官・第三船→遭難死）・菅原善主（判官・第四船）・藤原貞敏（准判官・第一船）・長岑高名（准判官・第一船）・良岑長松（准判官・第二船）・山代氏益（録事）・大神宗雄（録事）・高丘百興（准録事）・菅原梶成（知乗船事・医師・第四船）・伴有仁（知乗船事・第二船）・円仁（請益僧）・円載（留学僧）・円行（請益僧・第四船）・常暁（請益僧）・真済（請益僧）・真然（留学僧）・粟田家継（絵師・大使傔従）・伴須賀雄）（碁師、別請益生）・春道永蔵（知乗船事） | 4 |
| 経緯 | 天台山留学を切望していた僧の円仁の渡航のために、大使の常嗣は便宜を図った。承和元年（834年）、30年ぶりとなる遣唐使が計画され、丹墀貞成（多治比貞成）が造舶使長官に任じられた。承和3年・承和4年ともに渡航失敗。承和3年（836年）5月に一旦出航するも、嵐に遭い摂津国大輪田泊から進めず、九州に至るまでに時間を要した。承和3年（836年）7月2日に太宰府を発って出航するも、全船が遭難し、同月から翌月までに肥前国など九州各地に漂着した。第3船が最も悲惨であり、対馬沖で遭難し、船体が崩壊したとみられ、判官の丹墀文雄（多治比文雄）以下、100余人が死亡した。真済・真然の子弟ら生き残りは筏に乗り換え23日間漂流した。この筏の30余人はほとんどが餓死したが真済・真然らは生き残り島に漂着し、現地島民に助けられた。この船の生存者は3名であった。翌承和4年7月に残った3隻で仕切り直しとなるが逆風によりこれも失敗、翌承和5年に改めて3艘で出航した。ここまでの過程で第1船が損傷したため、大使の常嗣は自身の乗船である第1船と副使の小野篁が乗る予定の第2船を交換した。これを不服とした小野は、常嗣への不信と親の介護さらに自身の病を挙げて渡航を拒否したため、使節は小野を残して出発した。小野は朝廷批判を行ったため同年12月に隠岐国へ流罪となった。小野に限らず、当時の朝廷ではもはや遣唐使の意義が薄れたことを理由に、危険な遣唐使を再検討すべきだとの批判があったとも指摘されているが、さらに伴有仁ら4名も乗船を拒否して逃亡し処罰を受けている。これらにより第2船は出航せず、2隻となった一行は小野篁の拒否により正副使が不在となったが、現地では長岑高名や藤原貞敏らが副使を代行した。6月17日に出港したこの往路の渡航は、志賀島から揚州まで8日間で到達した。円仁の乗船であった第1船は6月28日に到達するも揚州の海岸に乗り上げて大破全壊している。この様子は円仁の『入唐求法巡礼行記』に記されている。第4船も揚州にたどり着くが船体が損傷しており、舟を乗り換えて第1船の皆と合流した。出向時の混乱のあった第2船は1か月遅れの7月29日に大宰府を出発、8月10日に海州に到達した。揚州到達後、唐の政情不安により、10月に34名のみ長安に赴いた。翌承和6年（839年）常嗣らは長安で文宗に拝謁したのち閏1月に長安を立ち、楚州へ向かった。この道中で判官の藤原豊並が病死した。帰途は第1船・第4船が航行不能であったため、楚州で新羅船9隻を雇い分乗し、新羅の南岸沿いの航路を利用し、第6新羅船の大神宗雄らを先頭におよそ8月に肥前国などに帰国した。山代氏益が乗った船は遅れて10月に博多に着いた。9月には帰国した使節それぞれに叙爵が行われている。この帰国時の渡航ルートを巡って、常嗣と判官の長岑高名が対立するが、全責任者の常嗣の意見はしかし高名の主張に敗れた。帰途、第1新羅船に乗るはずだった円仁・常暁・円載ら四人が勝手に下船し、唐での勉強を続けようとしたが、唐の役人に捜索され、まだ停泊していた第2船に無理に乗せられた。しかし第2新羅船に乗って帰国の途に就いたはずの円仁らは途中下船して、五台山を目指した。こののち第2船は8月に南海の島に漂着し、現地民の襲撃を受けた。良岑長松、菅原梶成らは協力し廃材を集めて島で船を作り、島を脱出した。承和7年4月8日、菅原梶成らの小船が大隅国に漂着し、報告を受けた朝廷から、同じく海上を漂流しているはずの良岑長松らの小船を捜索する命が下った。しかし良岑は見つからなかったが、二か月後の6月18日に良岑長松らの小船は大隅国に漂着し、帰国に成功した。また、先立つ承和3年（836年）7月、途上の便宜を新羅に要請するために紀三津が遣新羅使として派遣されるが、この際に三津と新羅側の双方の態度が新羅と日本の間に外交問題を引き起こした。背景に、積年の格下蕃国扱いに対する新羅の反発離脱の意図もあったのではないか、と指摘されている。准判官を勤め、琵琶の名手としても知られた藤原貞敏は唐で琵琶の名人の門下となり、さらに師の娘を娶った。貞敏は琵琶の名器「玄象」「青山」を持ち帰ったが、同時にこの妻も一緒に帰国し、日本に筝を伝えたとされる。本来短期留学の予定であった円仁は一行から勝手に離脱し、以降は不法滞在しながら仏法を学び、9年後に「会昌の廃仏」の影響を利用して帰国した。円載は以降40年近く唐に滞在し、862年には入唐した真如法親王（高岳親王）の世話をしている。なお円載は後に帰国の途上にて遭難死した。伴須賀雄は帰国直後の10月1日、叔父の伴雄堅魚と共に仁明天皇の御前に召し出され、遣唐使准判官であった藤原貞敏が琵琶を奏で、皆が酒を楽しむ中で、伴氏同士の賞金付き囲碁の対戦を行った。伴須賀雄は同時に正六位上・備後権掾の官位を下された。これは天皇主催の、いわゆる帰国者慰労のパーティであったと思われる。大使の藤原常嗣は功により従三位に任じられたが、翌年4月23日、45歳で死去した。若藤原松影は834年に判官に任じられたが、老齢の母を理由に再三固辞し、辞官を許された。なお、最初の第3船生き残りの真済・真然は、仕切り直し出航の際に「縁起が悪い」として渡航を許されなかった。 | 天台山留学を切望していた僧の円仁の渡航のために、大使の常嗣は便宜を図った。承和元年（834年）、30年ぶりとなる遣唐使が計画され、丹墀貞成（多治比貞成）が造舶使長官に任じられた。承和3年・承和4年ともに渡航失敗。承和3年（836年）5月に一旦出航するも、嵐に遭い摂津国大輪田泊から進めず、九州に至るまでに時間を要した。承和3年（836年）7月2日に太宰府を発って出航するも、全船が遭難し、同月から翌月までに肥前国など九州各地に漂着した。第3船が最も悲惨であり、対馬沖で遭難し、船体が崩壊したとみられ、判官の丹墀文雄（多治比文雄）以下、100余人が死亡した。真済・真然の子弟ら生き残りは筏に乗り換え23日間漂流した。この筏の30余人はほとんどが餓死したが真済・真然らは生き残り島に漂着し、現地島民に助けられた。この船の生存者は3名であった。翌承和4年7月に残った3隻で仕切り直しとなるが逆風によりこれも失敗、翌承和5年に改めて3艘で出航した。ここまでの過程で第1船が損傷したため、大使の常嗣は自身の乗船である第1船と副使の小野篁が乗る予定の第2船を交換した。これを不服とした小野は、常嗣への不信と親の介護さらに自身の病を挙げて渡航を拒否したため、使節は小野を残して出発した。小野は朝廷批判を行ったため同年12月に隠岐国へ流罪となった。小野に限らず、当時の朝廷ではもはや遣唐使の意義が薄れたことを理由に、危険な遣唐使を再検討すべきだとの批判があったとも指摘されているが、さらに伴有仁ら4名も乗船を拒否して逃亡し処罰を受けている。これらにより第2船は出航せず、2隻となった一行は小野篁の拒否により正副使が不在となったが、現地では長岑高名や藤原貞敏らが副使を代行した。6月17日に出港したこの往路の渡航は、志賀島から揚州まで8日間で到達した。円仁の乗船であった第1船は6月28日に到達するも揚州の海岸に乗り上げて大破全壊している。この様子は円仁の『入唐求法巡礼行記』に記されている。第4船も揚州にたどり着くが船体が損傷しており、舟を乗り換えて第1船の皆と合流した。出向時の混乱のあった第2船は1か月遅れの7月29日に大宰府を出発、8月10日に海州に到達した。揚州到達後、唐の政情不安により、10月に34名のみ長安に赴いた。翌承和6年（839年）常嗣らは長安で文宗に拝謁したのち閏1月に長安を立ち、楚州へ向かった。この道中で判官の藤原豊並が病死した。帰途は第1船・第4船が航行不能であったため、楚州で新羅船9隻を雇い分乗し、新羅の南岸沿いの航路を利用し、第6新羅船の大神宗雄らを先頭におよそ8月に肥前国などに帰国した。山代氏益が乗った船は遅れて10月に博多に着いた。9月には帰国した使節それぞれに叙爵が行われている。この帰国時の渡航ルートを巡って、常嗣と判官の長岑高名が対立するが、全責任者の常嗣の意見はしかし高名の主張に敗れた。帰途、第1新羅船に乗るはずだった円仁・常暁・円載ら四人が勝手に下船し、唐での勉強を続けようとしたが、唐の役人に捜索され、まだ停泊していた第2船に無理に乗せられた。しかし第2新羅船に乗って帰国の途に就いたはずの円仁らは途中下船して、五台山を目指した。こののち第2船は8月に南海の島に漂着し、現地民の襲撃を受けた。良岑長松、菅原梶成らは協力し廃材を集めて島で船を作り、島を脱出した。承和7年4月8日、菅原梶成らの小船が大隅国に漂着し、報告を受けた朝廷から、同じく海上を漂流しているはずの良岑長松らの小船を捜索する命が下った。しかし良岑は見つからなかったが、二か月後の6月18日に良岑長松らの小船は大隅国に漂着し、帰国に成功した。また、先立つ承和3年（836年）7月、途上の便宜を新羅に要請するために紀三津が遣新羅使として派遣されるが、この際に三津と新羅側の双方の態度が新羅と日本の間に外交問題を引き起こした。背景に、積年の格下蕃国扱いに対する新羅の反発離脱の意図もあったのではないか、と指摘されている。准判官を勤め、琵琶の名手としても知られた藤原貞敏は唐で琵琶の名人の門下となり、さらに師の娘を娶った。貞敏は琵琶の名器「玄象」「青山」を持ち帰ったが、同時にこの妻も一緒に帰国し、日本に筝を伝えたとされる。本来短期留学の予定であった円仁は一行から勝手に離脱し、以降は不法滞在しながら仏法を学び、9年後に「会昌の廃仏」の影響を利用して帰国した。円載は以降40年近く唐に滞在し、862年には入唐した真如法親王（高岳親王）の世話をしている。なお円載は後に帰国の途上にて遭難死した。伴須賀雄は帰国直後の10月1日、叔父の伴雄堅魚と共に仁明天皇の御前に召し出され、遣唐使准判官であった藤原貞敏が琵琶を奏で、皆が酒を楽しむ中で、伴氏同士の賞金付き囲碁の対戦を行った。伴須賀雄は同時に正六位上・備後権掾の官位を下された。これは天皇主催の、いわゆる帰国者慰労のパーティであったと思われる。大使の藤原常嗣は功により従三位に任じられたが、翌年4月23日、45歳で死去した。若藤原松影は834年に判官に任じられたが、老齢の母を理由に再三固辞し、辞官を許された。なお、最初の第3船生き残りの真済・真然は、仕切り直し出航の際に「縁起が悪い」として渡航を許されなかった。 | 天台山留学を切望していた僧の円仁の渡航のために、大使の常嗣は便宜を図った。承和元年（834年）、30年ぶりとなる遣唐使が計画され、丹墀貞成（多治比貞成）が造舶使長官に任じられた。承和3年・承和4年ともに渡航失敗。承和3年（836年）5月に一旦出航するも、嵐に遭い摂津国大輪田泊から進めず、九州に至るまでに時間を要した。承和3年（836年）7月2日に太宰府を発って出航するも、全船が遭難し、同月から翌月までに肥前国など九州各地に漂着した。第3船が最も悲惨であり、対馬沖で遭難し、船体が崩壊したとみられ、判官の丹墀文雄（多治比文雄）以下、100余人が死亡した。真済・真然の子弟ら生き残りは筏に乗り換え23日間漂流した。この筏の30余人はほとんどが餓死したが真済・真然らは生き残り島に漂着し、現地島民に助けられた。この船の生存者は3名であった。翌承和4年7月に残った3隻で仕切り直しとなるが逆風によりこれも失敗、翌承和5年に改めて3艘で出航した。ここまでの過程で第1船が損傷したため、大使の常嗣は自身の乗船である第1船と副使の小野篁が乗る予定の第2船を交換した。これを不服とした小野は、常嗣への不信と親の介護さらに自身の病を挙げて渡航を拒否したため、使節は小野を残して出発した。小野は朝廷批判を行ったため同年12月に隠岐国へ流罪となった。小野に限らず、当時の朝廷ではもはや遣唐使の意義が薄れたことを理由に、危険な遣唐使を再検討すべきだとの批判があったとも指摘されているが、さらに伴有仁ら4名も乗船を拒否して逃亡し処罰を受けている。これらにより第2船は出航せず、2隻となった一行は小野篁の拒否により正副使が不在となったが、現地では長岑高名や藤原貞敏らが副使を代行した。6月17日に出港したこの往路の渡航は、志賀島から揚州まで8日間で到達した。円仁の乗船であった第1船は6月28日に到達するも揚州の海岸に乗り上げて大破全壊している。この様子は円仁の『入唐求法巡礼行記』に記されている。第4船も揚州にたどり着くが船体が損傷しており、舟を乗り換えて第1船の皆と合流した。出向時の混乱のあった第2船は1か月遅れの7月29日に大宰府を出発、8月10日に海州に到達した。揚州到達後、唐の政情不安により、10月に34名のみ長安に赴いた。翌承和6年（839年）常嗣らは長安で文宗に拝謁したのち閏1月に長安を立ち、楚州へ向かった。この道中で判官の藤原豊並が病死した。帰途は第1船・第4船が航行不能であったため、楚州で新羅船9隻を雇い分乗し、新羅の南岸沿いの航路を利用し、第6新羅船の大神宗雄らを先頭におよそ8月に肥前国などに帰国した。山代氏益が乗った船は遅れて10月に博多に着いた。9月には帰国した使節それぞれに叙爵が行われている。この帰国時の渡航ルートを巡って、常嗣と判官の長岑高名が対立するが、全責任者の常嗣の意見はしかし高名の主張に敗れた。帰途、第1新羅船に乗るはずだった円仁・常暁・円載ら四人が勝手に下船し、唐での勉強を続けようとしたが、唐の役人に捜索され、まだ停泊していた第2船に無理に乗せられた。しかし第2新羅船に乗って帰国の途に就いたはずの円仁らは途中下船して、五台山を目指した。こののち第2船は8月に南海の島に漂着し、現地民の襲撃を受けた。良岑長松、菅原梶成らは協力し廃材を集めて島で船を作り、島を脱出した。承和7年4月8日、菅原梶成らの小船が大隅国に漂着し、報告を受けた朝廷から、同じく海上を漂流しているはずの良岑長松らの小船を捜索する命が下った。しかし良岑は見つからなかったが、二か月後の6月18日に良岑長松らの小船は大隅国に漂着し、帰国に成功した。また、先立つ承和3年（836年）7月、途上の便宜を新羅に要請するために紀三津が遣新羅使として派遣されるが、この際に三津と新羅側の双方の態度が新羅と日本の間に外交問題を引き起こした。背景に、積年の格下蕃国扱いに対する新羅の反発離脱の意図もあったのではないか、と指摘されている。准判官を勤め、琵琶の名手としても知られた藤原貞敏は唐で琵琶の名人の門下となり、さらに師の娘を娶った。貞敏は琵琶の名器「玄象」「青山」を持ち帰ったが、同時にこの妻も一緒に帰国し、日本に筝を伝えたとされる。本来短期留学の予定であった円仁は一行から勝手に離脱し、以降は不法滞在しながら仏法を学び、9年後に「会昌の廃仏」の影響を利用して帰国した。円載は以降40年近く唐に滞在し、862年には入唐した真如法親王（高岳親王）の世話をしている。なお円載は後に帰国の途上にて遭難死した。伴須賀雄は帰国直後の10月1日、叔父の伴雄堅魚と共に仁明天皇の御前に召し出され、遣唐使准判官であった藤原貞敏が琵琶を奏で、皆が酒を楽しむ中で、伴氏同士の賞金付き囲碁の対戦を行った。伴須賀雄は同時に正六位上・備後権掾の官位を下された。これは天皇主催の、いわゆる帰国者慰労のパーティであったと思われる。大使の藤原常嗣は功により従三位に任じられたが、翌年4月23日、45歳で死去した。若藤原松影は834年に判官に任じられたが、老齢の母を理由に再三固辞し、辞官を許された。なお、最初の第3船生き残りの真済・真然は、仕切り直し出航の際に「縁起が悪い」として渡航を許されなかった。 | 天台山留学を切望していた僧の円仁の渡航のために、大使の常嗣は便宜を図った。承和元年（834年）、30年ぶりとなる遣唐使が計画され、丹墀貞成（多治比貞成）が造舶使長官に任じられた。承和3年・承和4年ともに渡航失敗。承和3年（836年）5月に一旦出航するも、嵐に遭い摂津国大輪田泊から進めず、九州に至るまでに時間を要した。承和3年（836年）7月2日に太宰府を発って出航するも、全船が遭難し、同月から翌月までに肥前国など九州各地に漂着した。第3船が最も悲惨であり、対馬沖で遭難し、船体が崩壊したとみられ、判官の丹墀文雄（多治比文雄）以下、100余人が死亡した。真済・真然の子弟ら生き残りは筏に乗り換え23日間漂流した。この筏の30余人はほとんどが餓死したが真済・真然らは生き残り島に漂着し、現地島民に助けられた。この船の生存者は3名であった。翌承和4年7月に残った3隻で仕切り直しとなるが逆風によりこれも失敗、翌承和5年に改めて3艘で出航した。ここまでの過程で第1船が損傷したため、大使の常嗣は自身の乗船である第1船と副使の小野篁が乗る予定の第2船を交換した。これを不服とした小野は、常嗣への不信と親の介護さらに自身の病を挙げて渡航を拒否したため、使節は小野を残して出発した。小野は朝廷批判を行ったため同年12月に隠岐国へ流罪となった。小野に限らず、当時の朝廷ではもはや遣唐使の意義が薄れたことを理由に、危険な遣唐使を再検討すべきだとの批判があったとも指摘されているが、さらに伴有仁ら4名も乗船を拒否して逃亡し処罰を受けている。これらにより第2船は出航せず、2隻となった一行は小野篁の拒否により正副使が不在となったが、現地では長岑高名や藤原貞敏らが副使を代行した。6月17日に出港したこの往路の渡航は、志賀島から揚州まで8日間で到達した。円仁の乗船であった第1船は6月28日に到達するも揚州の海岸に乗り上げて大破全壊している。この様子は円仁の『入唐求法巡礼行記』に記されている。第4船も揚州にたどり着くが船体が損傷しており、舟を乗り換えて第1船の皆と合流した。出向時の混乱のあった第2船は1か月遅れの7月29日に大宰府を出発、8月10日に海州に到達した。揚州到達後、唐の政情不安により、10月に34名のみ長安に赴いた。翌承和6年（839年）常嗣らは長安で文宗に拝謁したのち閏1月に長安を立ち、楚州へ向かった。この道中で判官の藤原豊並が病死した。帰途は第1船・第4船が航行不能であったため、楚州で新羅船9隻を雇い分乗し、新羅の南岸沿いの航路を利用し、第6新羅船の大神宗雄らを先頭におよそ8月に肥前国などに帰国した。山代氏益が乗った船は遅れて10月に博多に着いた。9月には帰国した使節それぞれに叙爵が行われている。この帰国時の渡航ルートを巡って、常嗣と判官の長岑高名が対立するが、全責任者の常嗣の意見はしかし高名の主張に敗れた。帰途、第1新羅船に乗るはずだった円仁・常暁・円載ら四人が勝手に下船し、唐での勉強を続けようとしたが、唐の役人に捜索され、まだ停泊していた第2船に無理に乗せられた。しかし第2新羅船に乗って帰国の途に就いたはずの円仁らは途中下船して、五台山を目指した。こののち第2船は8月に南海の島に漂着し、現地民の襲撃を受けた。良岑長松、菅原梶成らは協力し廃材を集めて島で船を作り、島を脱出した。承和7年4月8日、菅原梶成らの小船が大隅国に漂着し、報告を受けた朝廷から、同じく海上を漂流しているはずの良岑長松らの小船を捜索する命が下った。しかし良岑は見つからなかったが、二か月後の6月18日に良岑長松らの小船は大隅国に漂着し、帰国に成功した。また、先立つ承和3年（836年）7月、途上の便宜を新羅に要請するために紀三津が遣新羅使として派遣されるが、この際に三津と新羅側の双方の態度が新羅と日本の間に外交問題を引き起こした。背景に、積年の格下蕃国扱いに対する新羅の反発離脱の意図もあったのではないか、と指摘されている。准判官を勤め、琵琶の名手としても知られた藤原貞敏は唐で琵琶の名人の門下となり、さらに師の娘を娶った。貞敏は琵琶の名器「玄象」「青山」を持ち帰ったが、同時にこの妻も一緒に帰国し、日本に筝を伝えたとされる。本来短期留学の予定であった円仁は一行から勝手に離脱し、以降は不法滞在しながら仏法を学び、9年後に「会昌の廃仏」の影響を利用して帰国した。円載は以降40年近く唐に滞在し、862年には入唐した真如法親王（高岳親王）の世話をしている。なお円載は後に帰国の途上にて遭難死した。伴須賀雄は帰国直後の10月1日、叔父の伴雄堅魚と共に仁明天皇の御前に召し出され、遣唐使准判官であった藤原貞敏が琵琶を奏で、皆が酒を楽しむ中で、伴氏同士の賞金付き囲碁の対戦を行った。伴須賀雄は同時に正六位上・備後権掾の官位を下された。これは天皇主催の、いわゆる帰国者慰労のパーティであったと思われる。大使の藤原常嗣は功により従三位に任じられたが、翌年4月23日、45歳で死去した。若藤原松影は834年に判官に任じられたが、老齢の母を理由に再三固辞し、辞官を許された。なお、最初の第3船生き残りの真済・真然は、仕切り直し出航の際に「縁起が悪い」として渡航を許されなかった。 | 天台山留学を切望していた僧の円仁の渡航のために、大使の常嗣は便宜を図った。承和元年（834年）、30年ぶりとなる遣唐使が計画され、丹墀貞成（多治比貞成）が造舶使長官に任じられた。承和3年・承和4年ともに渡航失敗。承和3年（836年）5月に一旦出航するも、嵐に遭い摂津国大輪田泊から進めず、九州に至るまでに時間を要した。承和3年（836年）7月2日に太宰府を発って出航するも、全船が遭難し、同月から翌月までに肥前国など九州各地に漂着した。第3船が最も悲惨であり、対馬沖で遭難し、船体が崩壊したとみられ、判官の丹墀文雄（多治比文雄）以下、100余人が死亡した。真済・真然の子弟ら生き残りは筏に乗り換え23日間漂流した。この筏の30余人はほとんどが餓死したが真済・真然らは生き残り島に漂着し、現地島民に助けられた。この船の生存者は3名であった。翌承和4年7月に残った3隻で仕切り直しとなるが逆風によりこれも失敗、翌承和5年に改めて3艘で出航した。ここまでの過程で第1船が損傷したため、大使の常嗣は自身の乗船である第1船と副使の小野篁が乗る予定の第2船を交換した。これを不服とした小野は、常嗣への不信と親の介護さらに自身の病を挙げて渡航を拒否したため、使節は小野を残して出発した。小野は朝廷批判を行ったため同年12月に隠岐国へ流罪となった。小野に限らず、当時の朝廷ではもはや遣唐使の意義が薄れたことを理由に、危険な遣唐使を再検討すべきだとの批判があったとも指摘されているが、さらに伴有仁ら4名も乗船を拒否して逃亡し処罰を受けている。これらにより第2船は出航せず、2隻となった一行は小野篁の拒否により正副使が不在となったが、現地では長岑高名や藤原貞敏らが副使を代行した。6月17日に出港したこの往路の渡航は、志賀島から揚州まで8日間で到達した。円仁の乗船であった第1船は6月28日に到達するも揚州の海岸に乗り上げて大破全壊している。この様子は円仁の『入唐求法巡礼行記』に記されている。第4船も揚州にたどり着くが船体が損傷しており、舟を乗り換えて第1船の皆と合流した。出向時の混乱のあった第2船は1か月遅れの7月29日に大宰府を出発、8月10日に海州に到達した。揚州到達後、唐の政情不安により、10月に34名のみ長安に赴いた。翌承和6年（839年）常嗣らは長安で文宗に拝謁したのち閏1月に長安を立ち、楚州へ向かった。この道中で判官の藤原豊並が病死した。帰途は第1船・第4船が航行不能であったため、楚州で新羅船9隻を雇い分乗し、新羅の南岸沿いの航路を利用し、第6新羅船の大神宗雄らを先頭におよそ8月に肥前国などに帰国した。山代氏益が乗った船は遅れて10月に博多に着いた。9月には帰国した使節それぞれに叙爵が行われている。この帰国時の渡航ルートを巡って、常嗣と判官の長岑高名が対立するが、全責任者の常嗣の意見はしかし高名の主張に敗れた。帰途、第1新羅船に乗るはずだった円仁・常暁・円載ら四人が勝手に下船し、唐での勉強を続けようとしたが、唐の役人に捜索され、まだ停泊していた第2船に無理に乗せられた。しかし第2新羅船に乗って帰国の途に就いたはずの円仁らは途中下船して、五台山を目指した。こののち第2船は8月に南海の島に漂着し、現地民の襲撃を受けた。良岑長松、菅原梶成らは協力し廃材を集めて島で船を作り、島を脱出した。承和7年4月8日、菅原梶成らの小船が大隅国に漂着し、報告を受けた朝廷から、同じく海上を漂流しているはずの良岑長松らの小船を捜索する命が下った。しかし良岑は見つからなかったが、二か月後の6月18日に良岑長松らの小船は大隅国に漂着し、帰国に成功した。また、先立つ承和3年（836年）7月、途上の便宜を新羅に要請するために紀三津が遣新羅使として派遣されるが、この際に三津と新羅側の双方の態度が新羅と日本の間に外交問題を引き起こした。背景に、積年の格下蕃国扱いに対する新羅の反発離脱の意図もあったのではないか、と指摘されている。准判官を勤め、琵琶の名手としても知られた藤原貞敏は唐で琵琶の名人の門下となり、さらに師の娘を娶った。貞敏は琵琶の名器「玄象」「青山」を持ち帰ったが、同時にこの妻も一緒に帰国し、日本に筝を伝えたとされる。本来短期留学の予定であった円仁は一行から勝手に離脱し、以降は不法滞在しながら仏法を学び、9年後に「会昌の廃仏」の影響を利用して帰国した。円載は以降40年近く唐に滞在し、862年には入唐した真如法親王（高岳親王）の世話をしている。なお円載は後に帰国の途上にて遭難死した。伴須賀雄は帰国直後の10月1日、叔父の伴雄堅魚と共に仁明天皇の御前に召し出され、遣唐使准判官であった藤原貞敏が琵琶を奏で、皆が酒を楽しむ中で、伴氏同士の賞金付き囲碁の対戦を行った。伴須賀雄は同時に正六位上・備後権掾の官位を下された。これは天皇主催の、いわゆる帰国者慰労のパーティであったと思われる。大使の藤原常嗣は功により従三位に任じられたが、翌年4月23日、45歳で死去した。若藤原松影は834年に判官に任じられたが、老齢の母を理由に再三固辞し、辞官を許された。なお、最初の第3船生き残りの真済・真然は、仕切り直し出航の際に「縁起が悪い」として渡航を許されなかった。 |
| (20) | 寛平6年 （894年） | - | 菅原道真（大使）・紀長谷雄（副使） | | (中止) |
| 経緯 | 大使に任命された道真は唐の混乱を踏まえ、遣使の再検討を求める建議を提出している。しかしこの建議は朝廷において検討されず、道真は遣唐大使職にありつづけたが、唐の滅亡により遣唐使は送られることはなかった。 | 大使に任命された道真は唐の混乱を踏まえ、遣使の再検討を求める建議を提出している。しかしこの建議は朝廷において検討されず、道真は遣唐大使職にありつづけたが、唐の滅亡により遣唐使は送られることはなかった。 | 大使に任命された道真は唐の混乱を踏まえ、遣使の再検討を求める建議を提出している。しかしこの建議は朝廷において検討されず、道真は遣唐大使職にありつづけたが、唐の滅亡により遣唐使は送られることはなかった。 | 大使に任命された道真は唐の混乱を踏まえ、遣使の再検討を求める建議を提出している。しかしこの建議は朝廷において検討されず、道真は遣唐大使職にありつづけたが、唐の滅亡により遣唐使は送られることはなかった。 | 大使に任命された道真は唐の混乱を踏まえ、遣使の再検討を求める建議を提出している。しかしこの建議は朝廷において検討されず、道真は遣唐大使職にありつづけたが、唐の滅亡により遣唐使は送られることはなかった。 |

- 次数は20回説を採用。
- ()は入唐しなかった遣唐使。
- 送使・迎使など正式な朝貢の使いでない役職は人名に付した。
- 『日本三代実録』貞観16年6月17日（874年8月2日）条にある朝廷が香薬調達のために大神己井・多治安江らを唐に派遣した一件も遣唐使に加えるべきとする説もある[55]。

## 歴史
日本が最初に遣唐使を派遣したのは、舒明天皇2年（630年）のことである。推古天皇26年（618年）の隋の滅亡と続く唐による天下平定の情報は日本側にも早いうちから入っていた可能性があるが、聖徳太子・蘇我馬子・推古天皇と国政指導者の相次ぐ死去によって遣使が遅れた可能性がある。ちなみに、高句麗は唐成立の翌年、新羅と百済はその2年後に唐への使者を派遣している。だが、この第1次遣唐使は結果的には失敗であった。唐は帰国する遣唐使に高表仁を随伴させたが、高表仁は日本にて礼を争い、皇帝（太宗）の朝命を伝える役目を果たせずに帰国した。争った相手については、難波迎賓館での折衝段階と思われるが、『旧唐書』は倭の王子、『新唐書』は倭の王としている。『日本書紀』にはこのような記述は存在しないものの、高表仁の難波での歓迎の賓礼以降、帰国までの記事が欠落すなわち高表仁と舒明天皇の会見記事が記載されておらず、何らかの異常事態が発生したことを示している。これは唐側が日本への冊封を命じようとして舒明天皇がこれを拒んだと推定されている。その後、この冊封拒否の影響で、23年間日本からの遣使は行われず、唐側も高句麗との対立や、突厥や高昌との争いを抱えていたため、久しく両者間の交渉は中絶することになる。唐が周囲国と争う中で2代皇帝即位後に納得はしないまま、外交戦略として倭国の方針が受忍され、白雉4年（653年）「不臣の外夷」の立場で冊封関係のない遣唐使の朝貢が再開された。冊封を受けなかったことは、天皇号の成立や「日本」国号の変更、独自の律令制度制定など、後の歴史に大きくかかわる。
再開後、天智天皇8年（669年）まで6度の遣唐使が相次いで派遣されているが、唐と朝鮮半島情勢を巡って緊迫した状況下で行われた遣使であった。地理的に唐から離れていた日本は国際情勢の認識で後れを採り、特に斉明天皇5年（659年）の第4次遣唐使は唐による百済討伐の情報漏洩を阻止するために唐側によって抑留され、2年後に解放されて帰国するまでの間に日本側では百済救援のために唐との対決を決断する（白村江の戦い）。その後の第5次から7次遣使は両国の関係改善と唐による「倭国討伐」の阻止に向けた派遣であったと考えられる。天智天皇8年（669年）7回遣使直後の天智天皇10年（671年）に11月2日対馬国を経由して唐使郭務悰が2000人の軍兵と思われる多人数の使者で突如来航し、まもなく筑紫国に着き駐留し深刻な進攻状態となった。翌年交渉の末に唐使らに大量の甲冑弓矢の武器や布などの贈物をすることで5月30日帰国させた 。やがて、唐と新羅の対立が深まったことで危機的状況は緩和され、日本側も壬申の乱の混乱とその後の律令体制確立への専念のために再び遣使が行われなくなる。
遣唐使の歴史にとって大きな画期になるのは、大宝2年（702年）に派遣された第8次遣唐使である。日本側では遣使に文武天皇が初めて節刀を与えて国交正常化を目指し（一時期有力視された石母田正の「大宝律令を唐側に披露した」という説は、唐王朝は律令が天下に君臨する皇帝の定める帝国法だと、周辺諸国の律令導入と編纂を認めなかったとする説が有力となったことから、成立困難となっている）。。当時則天武后の末期にあたり、唐（当時は「周」）の外交が不振な時期であったため、積極的な歓迎を受けた。粟田真人大使により日本の国号変更が報告され、中国皇帝は東アジアでの国号調整権を持ち則天武后が承認したのもこの時である（『新唐書』「東夷伝」日本条）。記録の不備あるいは政治的事情からか遣唐使が唐側を納得させる説明が出来ず、後の『旧唐書』に「日本伝」と「倭国伝」が並立する遠因になったという説がある。
8世紀になると東アジアの情勢も安定し、文化使節としての性格を強めていく。9世紀前半に日本側も朝貢を前提とし「20年1貢」を原則としていたが、日本側は天皇の代替わりなどを口実にそれよりも短期間での派遣を行った。また、宝亀6年（775年）の遣唐使の際には唐の粛宗の意向で帰国する遣唐使に随行する形で唐側からの使者が派遣されている（ただし、大使の趙宝英は船の難破によって水死し、判官が代行の形で光仁天皇と会見している）。その一方で、正史や現行の律令など唐王朝にとって重要な書籍・法令などは持ち出しが禁じられており、また遣唐使を含む外国使節の行動の自由は制約されていた。
9世紀に入ると遣唐使を取り巻く情勢が大きく変わってくる。まず、唐では安史の乱以後、商業課税を導入した結果、国家の統制下とは言え民間の海外渡航・貿易が許されるようになったことである（これは新羅に関しても同様で、9世紀前半の張保皐の活動はその代表的な存在である）。また、安史の乱以後の唐の国内情勢の不安定が外国使節の待遇にも影響を与え、延暦23年（804年）の遣唐使の時には唐側から厚く待遇されて帰国を先延ばしにすることを勧められる程（『日本後紀』延暦24年6月乙巳条）であったが、やがて、冷遇されていく。
一方、日本側の事情としては遣唐使以外の海外渡航を禁止していた「渡海制」の存在も影響し、遣使間隔が空くことによって渡海に必要な航海技術・造船技術の低下をもたらし、海難の多発やそれに伴う遣使意欲の低下をもたらした。結果的には「最後の遣唐使」となった承和5年（835年）の遣唐使は出発に2度失敗し、その間に大使藤原常嗣と副使小野篁が対立して篁が乗船を拒否して隠岐へ配流されるが、根底に遣唐使の意義に疑問があったとされる。さらに、帰国時にもその航路を巡って常嗣と判官長岑高名が対立するなど、諸問題が一気に露呈した。
承和5年（835年）の遣唐使の時には留学生・請益生（短期留学生）を巡る環境の悪化も問題として浮上していた。元来留学生は次の遣使（日本であれば次の遣唐使が派遣される20-30年後）まで唐に滞在し、費用の不足があれば唐側の官費支給が行われていたが、留学生に対しても留学期間の制限を通告される（円仁『入唐求法巡礼行記』（唐）開成4年2月24・27日条）などの冷遇を受けた。承和の留学生であった円載は官費支給は5年間と制約され、以後日本の朝廷などの支援を受けて留学を続けた（なお、円載の留学は40年に及んだが、帰国時に遭難して水死する）。また、留学――現地で長期間生活する上で必要な漢語（中国語）の習得に苦労する者も多かった。承和の遣唐使の天台宗を日本に伝えた最澄は漢語が出来ず、弟子の義真が訳語（通訳）を務め、橘逸勢は留学の打ち切りを奏請する文書の中において、唐側の官費支給が乏しく次の遣唐使が来るであろう20年後まで持たないことと並んで、漢語が出来ずに現地の学校に入れないことが挙げられており（『性霊集』巻5「為橘学生与本国使啓」）、最終的に2年間で帰国が認められている。
唐の衰退による政治的意義の低下、唐・新羅の商船による文物請来、留学環境の悪化など、日本国内の造船・航海技術の低下など、承和の遣唐使とそれに相前後する状況の変化は遣唐使を派遣する意義を失わせるものであり、寛平6年（894年）の遣唐使の延期とその長期化、ひいては唐の滅亡による停止（実質上の廃止）に至る背景が延暦・承和の派遣の段階で揃いつつあったと言える。

## 航路と遣唐使船

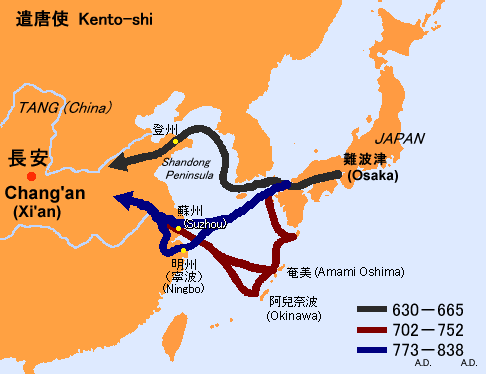
遣唐使の航路

遣唐使船は、大阪住吉の住吉大社で海上安全の祈願を行い、海の神の「住吉大神」を船の舳先に祀り、住吉津（大阪市住吉区）から出発し、住吉の細江（現・細江川 通称・細井川）から大阪湾に出、難波津（大阪市中央区）に立ち寄り、瀬戸内海を経て、那大津（福岡県福岡市博多区）に至り大海を渡る最後の準備をし出帆。その後は、以下のルートを取ったと推定されている。
1. 北路
  - 北九州（対馬を経由する場合もある）より朝鮮半島西海岸沿いを経て、遼東半島南海岸から山東半島の登州へ至るルート。
  - 630年から665年までの航路だったが、朝鮮半島情勢の変化[69]により使用しなくなった。
2. 南路
  - 五島列島から東シナ海を横断するルート。日本近海で対馬海流を横断して西進する。
  - 702年から838年までの航路。
3. 南島路
  - 薩摩の坊津（鹿児島県南さつま市）より出帆し、南西諸島経由して東シナ海を横断するルート。
  - 日本古代海運史の研究者杉山宏の検討により、存在が証明できないことが判明している[70]。気象条件により南路から外れた場合にやむを得ずとった航路と考えられ[71]、南路を取って漂流した結果に過ぎず採用の事実はないとする説もある[72]。

663年の白村江の戦いで日本は朝鮮半島での足場が無くなり、676年の唐・新羅戦争で新羅が半島から唐軍を追い出して統一を成したため唐と新羅の関係が悪化し、日本は北路での遣唐使派遣が出来なくなり、新たな航路の開拓が必要になった。なお、665年の遣唐使は、白村江の戦いの後に唐から日本に来た使節が、唐に帰る際の送唐客使である。
839年の帰路は、山東半島南海岸から黄海を横断して朝鮮半島南海岸を経て北九州に至るルートがとられたようである。
遣唐使船はジャンク船に似た構造で網代帆を用い、後代には麻製の補助の布帆を使用していた史料もあり、櫓漕ぎを併用していた。古代の網代帆は、竹や葦を薄く削った物や、棕櫚（しゅろ）や笹の葉を平らに編んで作った網代を籠目（かごめ）に編んだ竹に縛って繋ぎ合わせた帆で、開閉が簡単で横風や前風などの変風に即時対応しやすく優れた帆走性を持っている。船体は、耐波性はあるものの、気象条件などにより無事往来出来る可能性は8割程度と低いものであった。4隻編成で航行され、1隻に100人、後期には150人程度が乗船した。
後期の遣唐使船の多くが風雨に見舞われ、中には遭難する船もある命懸けの航海であった。この原因に佐伯有清は採用された新羅船形式は中型船までは優秀だが、遣唐使船は大型化のための接合で、風や波の打撃も大きく舳と艫が外れやすくなったとし、第１期（舒明から天智朝）に120人、第2期（文武から淳仁朝）に140から150人が、第3期（光仁から宇多朝）から160から170人と大人数化し乗員の積載物資も激増して遭難が多発し始めたと指摘する。東野治之は遣唐使の外交的条件を挙げ、遣唐使船はそれなりに高度な航海技術をもっていたとする。しかし、遣唐使は朝貢使という性格上、気象条件の悪い6月から7月ごろに日本を出航（元日朝賀に出席するには12月までに唐の都へ入京する必要がある）し、気象条件の良くない季節に帰国せざるを得なかった。そのため、渡海中の水没、遭難が頻発したと推定している。外交の条件に拘束されない遣渤海使では、気象の良好な時節を活用して、成功率の高い航海がなされている。海事史学者の石井謙治は、前期の沿岸航法である北路とは異なり、後期の南路は当時の未熟な航海技術で五島列島から直接東シナ海を突っ切るため、遭難が頻繁した原因とする。

## 遣唐使の行程
羅針盤などがないこの時代の航海技術において、中国大陸の特定の港に到着することはまず不可能であり、唐に到着した遣唐使はまず自船の到着位置を確認した上で近くの州県に赴いて現地の官憲の査察を受ける必要があった。査察によって正規の使者であることが確認された後に、州県は駅伝制を用いて唐の都である長安まで遣唐使を送ることになるが、安史の乱以後は安全上の問題から長安に入れる人数に制約が設けられた事例もあった。長安到着後は「外宅」と称される施設群が宿舎として用いられた（日本の鴻臚館に相当する）。
長安に到着した遣唐使は皇帝と会見することになるが、大きく分けて日本からの信物（国書があればともに）を奉呈する儀式の「礼見」と内々の会見の儀式の「対見」、帰国の途に就く際に行われた対面儀式の「辞見」が行われた。前者は通常は宣政殿にて行われ、信物の受納と遣唐使への慰労の言葉が下されるが、皇帝が不出御の場合もあった。後者は皇帝の日常生活の場である内朝（日本の内裏に相当する）の施設で行われ、皇帝からは日本の国情に関する質問や唐から日本に対する具体的な指示・意向が示され、遣唐使からは留学生への便宜や書物の下賜・物品の購入の許可などの要請がなされたと考えられている。また、遣唐使の滞在中に元日の朝賀や朔旦冬至が重なった場合には関連行事への参列が求められ、その後の饗宴では大使以下に唐の官品（位階）が授けられた（なお、『続日本紀』などによれば大使には正三品級が授けられ、以下役職によって官品の高低に差があったという）。また、対見によって許可された書物の下賜や物品の購入も行われたが、実際には唐側によって公然・非公然に海外への持ち出しを禁じられた書物（正史や法令・叢書など）や貴重品も存在した（ただし、これについては反論もある）。また、原則的に遣唐使を含めた外国使節は「外宅」に滞在し、現地の住民との自由な接触を禁じられていたが、実際には到着の段階で位置確認のために現地の住民と接触をせざるを得ず、希望する文物を獲得するための交渉などの必要からその原則が破られることは珍しくはなかった。
最後に遣唐使は皇帝に対して帰国許可を求める「辞見」の会見を行う。唐側は末期を除いて遣唐使の長期滞在を望んだが、日本側では使命終了後の早急の帰国（留学生を除く）が原則となっていた。遣唐使が出航する都に向かう際には、唐側から鴻臚寺の官人が送使として付けられ、出航直前に皇帝から託された唐側の国書が遣唐使に渡された。なお、極めて稀であるが、唐側より日本側への遣使が行われたことがあり、第1回の高表仁・宝亀年間の趙宝英（ただし、日本に向かう途中に水死したため判官孫興進が大使の代行を務めた）がこれに該当する。また、安史の乱最中の天平宝字年間には遣唐使の護衛として越州浦陽府押水手官の沈惟岳が付けられている（ただし、乱による混乱から沈惟岳らは唐に戻ることが出来ず、そのまま日本に帰化している）。

## 派遣者一覧
『延喜式』大蔵省式による遣唐使一行は以下の通りである。
- 大使、副使、判官、録事、知乗船事、訳語生、請益生、主神、医師、陰陽師、絵師、史生、射手、船師、音声長、新羅・奄美訳語生、卜部、留学生、学問僧、傔従、雑使、音声生、玉生、鍛生、鋳生、細工生、船匠、柂師、傔人、挟杪、水手長、水手など[82][注釈 7]。

## 遣唐使の選考基準
『伊吉博徳書』『懐風藻』『続日本後紀』『文徳実録』などの諸文献から、唐に集まる各国使臣の中で国際的地位を高める使命を背負う遣唐使は、容貌・身長・風采等の身なりを選考基準で重視したのではないかという指摘がある。

## 遣唐使の衰退
遣唐使は次第に派遣回数が減少し、承和5年（838年）を最後に50年以上中断状態にあった。さらに唐では874年頃から黄巣の乱が起きた。黄巣は洛陽・長安を陥落させ、斉（880–884年）を成立させた。斉は短期間で倒れたが、唐は弱体化して首都・長安周辺のみを治める地方政権へと凋落した。
既に民間交易も活発化し、朝使が薬香を民間商船で日唐間を往来し手に入れた事例もあるため、遣唐使派遣が検討されること自体が減少していった。
当時の日本の対唐観の変化として、「唐への憧憬の根底にある唐の学芸・技能を凌駕したとする認識の生成」が、遣唐使派遣事業の消極化の背景として挙げられるとされている。

## 遣唐使の消滅
寛平6年（894年）、唐国温州長官・朱褒の求めに応じる形で、宇多天皇主導で56年ぶりに遣唐使計画が立てられた。8月21日、遣唐大使に菅原道真が任命された。しかし二十日後、道真によって遣唐使派遣の再検討を求める「請令諸公卿議定遣唐使進止状」が提出された。
道真は、この年5月に唐人によって伝えられた、在唐留学僧中瓘の書状を基として遣唐使派遣の是非を問うた。奏状の概要は以下のとおりである。
1. 中瓘の伝えてくることによれば、唐では内乱が続いており、唐の衰えは甚だしく、既に日本と唐の交流は停止している。
2. 過去の記録の伝えることによれば、遣唐使の多くは遭難したり盗賊に遭うなどしていたが、唐に渡ってからは危険が及んだ例はない。しかし、唐が衰えている現状では唐に渡ってからも危うい。
3. 中瓘の情報を公卿・諸学者は、よく検討し、派遣の可否を決めて欲しい。

『日本紀略』には道真の奏状が提出された同年の九月三十日条に「其日、遣唐使を停める」という記事があったため、長らく道真の建議によって遣唐使が「停止」されたと見られていた。しかし1990年、石井正敏が『日本紀略』において「其日」が「某日」と同意義で使われていることなどから、この記述に史料性はないとし、この日付で遣唐使が停止されたという事実はないという結論を発表した。この結論は研究者によって概ね支持されている。道真ら遣唐使予定者はこれ以降も引き続き遣唐使の職位を帯び、道真が最後に遣唐大使と称された記録は寛平9年（897年）5月13日であり、遣唐副使の紀長谷雄は延喜元年（901年）10月28日に公的文書で使用した例が残っている。また寛平8年（896年）には宇多天皇が唐人李環（梨懐）を召して直接話を聞いているが、これは遣唐使派遣のための情報収集とみられている。
しかし、国内の災害や唐の衰退、道真・長谷雄の昇進による人事の問題により、遣唐使派遣は遅々として進まなかった。ついに延喜7年（907年）には唐が滅亡したことによって、遣唐使は再開されないままその歴史に幕を下ろした。

## 遣唐使停止後の日本の外交・貿易
遣唐使の停止後、日本の朝廷は国家の許可なく異国に渡ることを禁じる「渡海制」と唐や宋などの商船の来航制限（前回の安置（滞在許可）から次回の安置まで10余年の間隔を空ける）を定めた「年紀制」が採用されたとされている。ただし、「渡海制」自体は公使（公的な使者、日本で言えば遣唐使・遣新羅使・遣渤海使など）以外の往来を禁じた各国律令法の規定の延長に過ぎず、9世紀後半から唐や新羅ではこの規制が緩んで国家統制下で民間貿易が認められたのに対して、島国であった日本だけが引き続きこの規定を維持する地理的条件を備えていた。同様に「年紀制」もこの仕組を維持するための政策であったと言える。だが、海外への渡海制限は無いという研究もある。
しかし、貴族や寺院を中心とした「唐物」の流行など中国の文物への憧れや需要は変わらなかった。そのため、10世紀後半に入ると朝廷が様々な口実を設けて宋や高麗の商船の入港を認める「特例」が見られ、一方で法の規制をかいくぐって宋や高麗に密航する日本船も登場するようになった。更に「年紀制」の規制では唐宋商人の日本での滞在期間が考慮されず、かつ「年紀制」違反によって廻却（帰国）処分を受けても取引自体は禁じられなかったため、唐宋商人は大宰府に近い博多に「唐坊」と呼ばれる居留地を形成して貿易を行った。とは言え、摂関期・院政期でも「渡海制」「年期制」違反で処分された事例も存在し、こうした規制は曲がりなりにも鳥羽院政の時代（12世紀中期）までは維持されたとみられている。鳥羽院政期に入ると、平忠盛のように大宰府による規制を排除して宋の商船と取引を行うなど、貿易の国家統制が解体されて民間が主導する日宋貿易が本格化することになる。
また、日本では遣唐使停止以後に独自の文化である国風文化が発達することになったとされているが、貴族の生活・文化は依然として輸入された唐物によって支えられ、公文書も漢文で作成され続けた。また、王羲之の書や白居易の詩が国風文化の作品とされる書画や文学作品に大きな影響を与えた点についても様々な指摘がされている。こうした風潮は中世の武士の時代になっても同様であり、一例として大鎧に代表される武士の豪奢な鎧は、中国大陸から輸入した色糸が必要不可欠であった。

## 復元遣唐使船
遣唐使船は、これまでに数隻が復元されている。

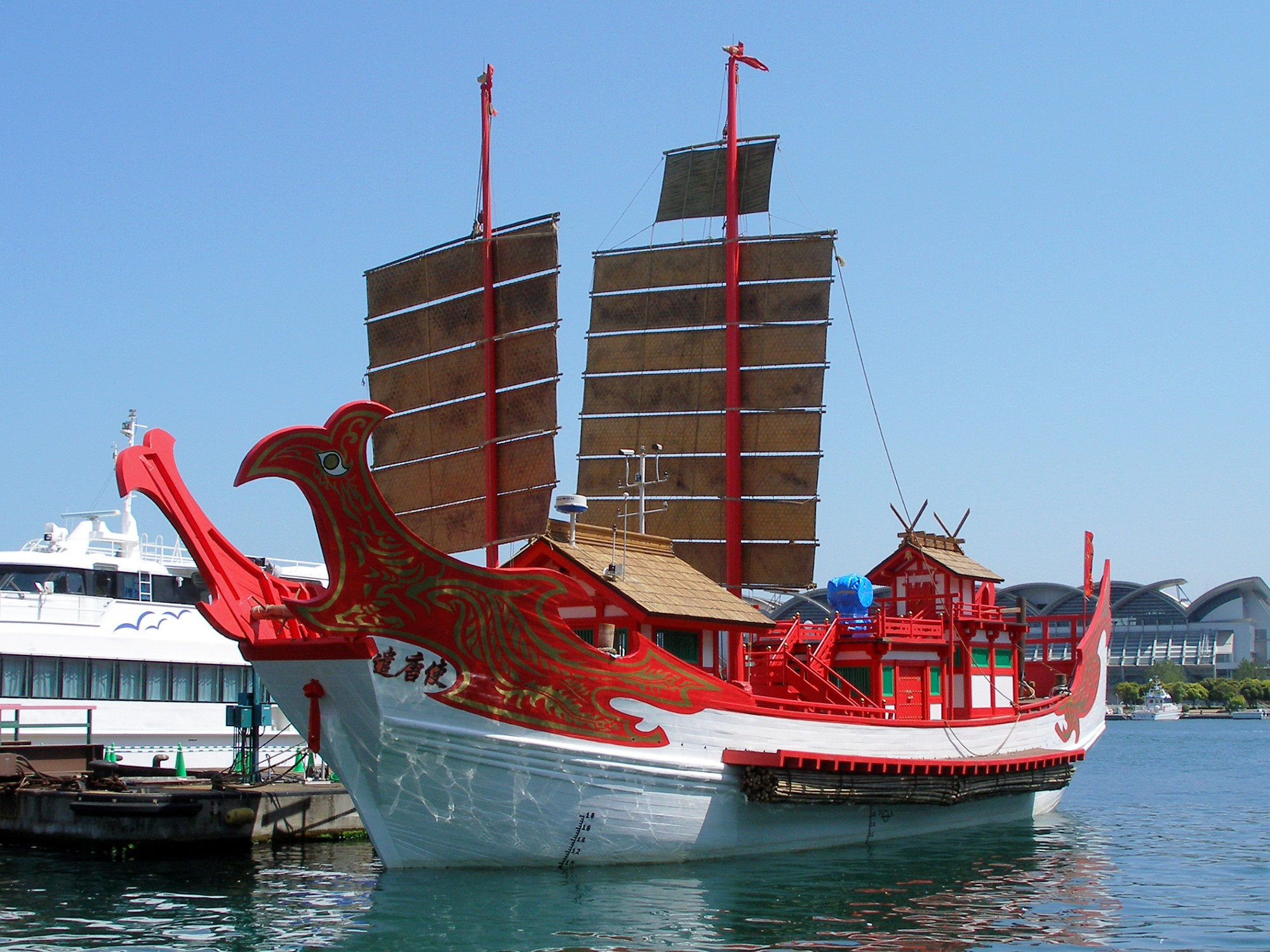
上海万博の復元遣唐使船

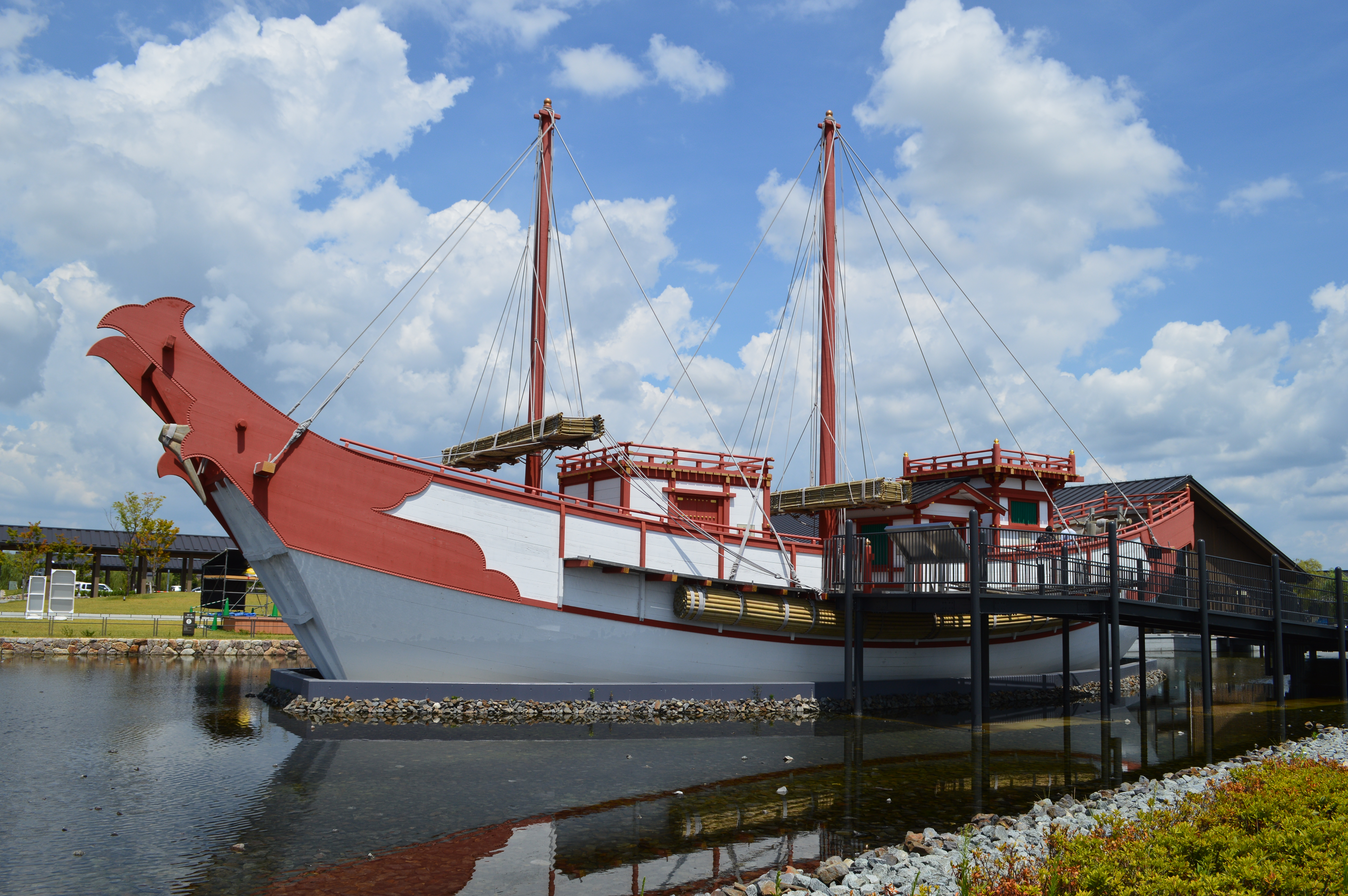
平城宮跡歴史公園の復元遣唐使船

1984年公開の映画「空海」では、海上撮影のために航行可能な遣唐使船が建造された。
長門の造船歴史館（広島県呉市）において、1989年（平成元年）に復元した遣唐使船が展示されている。
2010年（平成22年）の上海国際博覧会に際しては、ジャパンデーに合わせて財団法人の角川文化振興財団（理事長：角川歴彦）の企画「遣唐使船再現プロジェクト」（協賛：森ビル、読売新聞社、経済産業省、文化庁など）によって全長30m、全幅9.6m、排水量164.7tでエンジン付き遣唐使船（名誉船長：夢枕獏）が復元され、かつての遣唐使と同一の航路で大阪港から上海に入港した。出港式では住吉大社の安全祈願と歌手の坂本真綾によるプロジェクトのテーマソング『美しい人』（作曲・編曲：菅野よう子）の披露が行われた。プロジェクトの親善大使を務める俳優の渡辺謙を乗せて会場内を流れる黄浦江を航行している。
2010年（平成22年）の平城遷都1300年祭に際しても、同年開館の平城京歴史館と合わせて全長約30m、全幅9.6m、排水量300tの遣唐使船が復元された。2016年（平成28年）に平城京歴史館は閉館し遣唐使船の公開も中止されていたが、2018年（平成30年）の平城宮跡歴史公園朱雀門ひろばの開園とともに遣唐使船も改めて公開されている。